# 그리스 축구 국가대표팀
그리스 축구 국가대표팀(그리스어: Εθνική Ομάδα Ποδοσφαίρου της Ελλάδας)은 축구 부문에서 그리스를 대표하며 그리스 축구 행정 부서인 그리스 축구 협회(HFF, ΕΠΟ)가 관리하고 있다. 홈 경기장은 피레아스의 카라이스카키스 스타디움이며 UEFA 유럽 축구 선수권 대회에서 우승을 거둔 10개국 대표팀들 가운데 한 팀이다.

## 개요
UEFA 유로 1980에서 그리스는 주요 대회에 첫 출전하여 비록 조별리그를 통과하지 못했으나 8팀이 출전하는 UEFA 유럽 축구 선수권 대회 본선 진출로 그리스는 그해 유럽의 상위 8팀들 중 한팀으로 분류되었다. 이후 그리스는 1994년이 되어서야 예선 무패로 첫 FIFA 월드컵 본선에 진출했으나 본선에서 형편 없는 모습을 보이며 3전 전패 무득점으로 대회를 마쳤다. 그러나 10년 후 UEFA 유로 2004를 통해 그리스 축구 역사의 정점을 찍었다. 그리스는 토너먼트 전에 유력한 탈락 후보로 분류되었으나 우승 후보로 분류되던 디펜딩 유럽 챔피언 프랑스와 개최국 포르투갈을 격파했는데 특히 개막전과 결승전에서 모두 승리를 거두며 사상 첫 메이저 대회 우승을 거머쥐었다. 이 대회 우승으로 그리스는 2005년 FIFA 컨페더레이션스컵 진출 티켓을 얻었다. 이 대회 우승을 발판삼아 그리스는 단 한번의 주요 대회를 제외한 모든 주요 대회 본선에 진출하였고 이 중 UEFA 유로 2012에서는 8강, 2014년 FIFA 월드컵에서는 16강에 진출했다. 더 나아가 그리스는 유로 2004 우승 이후로 단 두달을 제외하고 FIFA 랭킹 상위 30위 안에 들었고 이 중 2008년 4월부터 6월까지와 2011년 10월에 역대 최고인 8위에 오르기도 했다.

## 역사

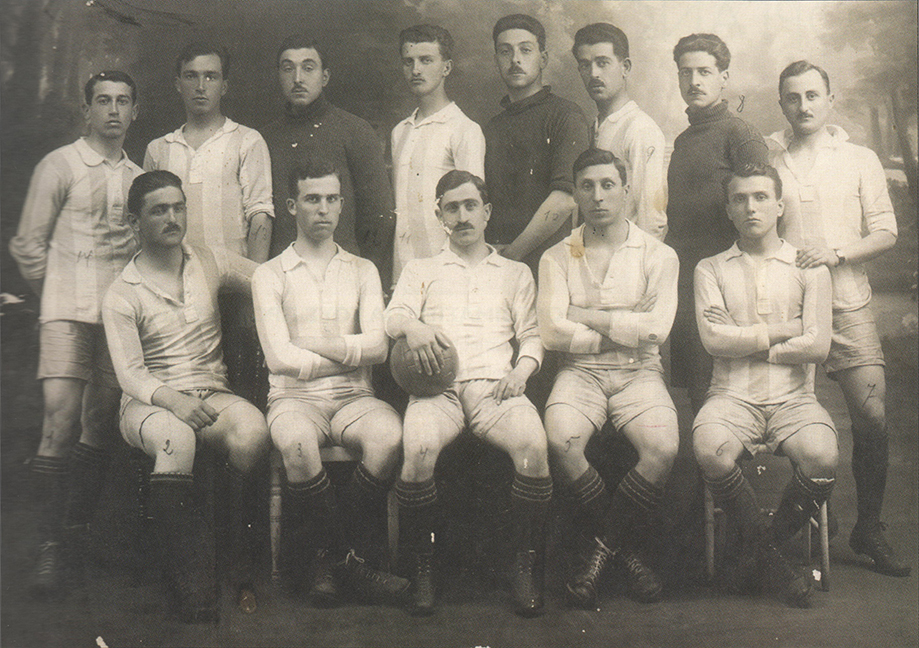
1919년, 파리의 인터-얼라이드 게임에 참가한 국가대표팀.

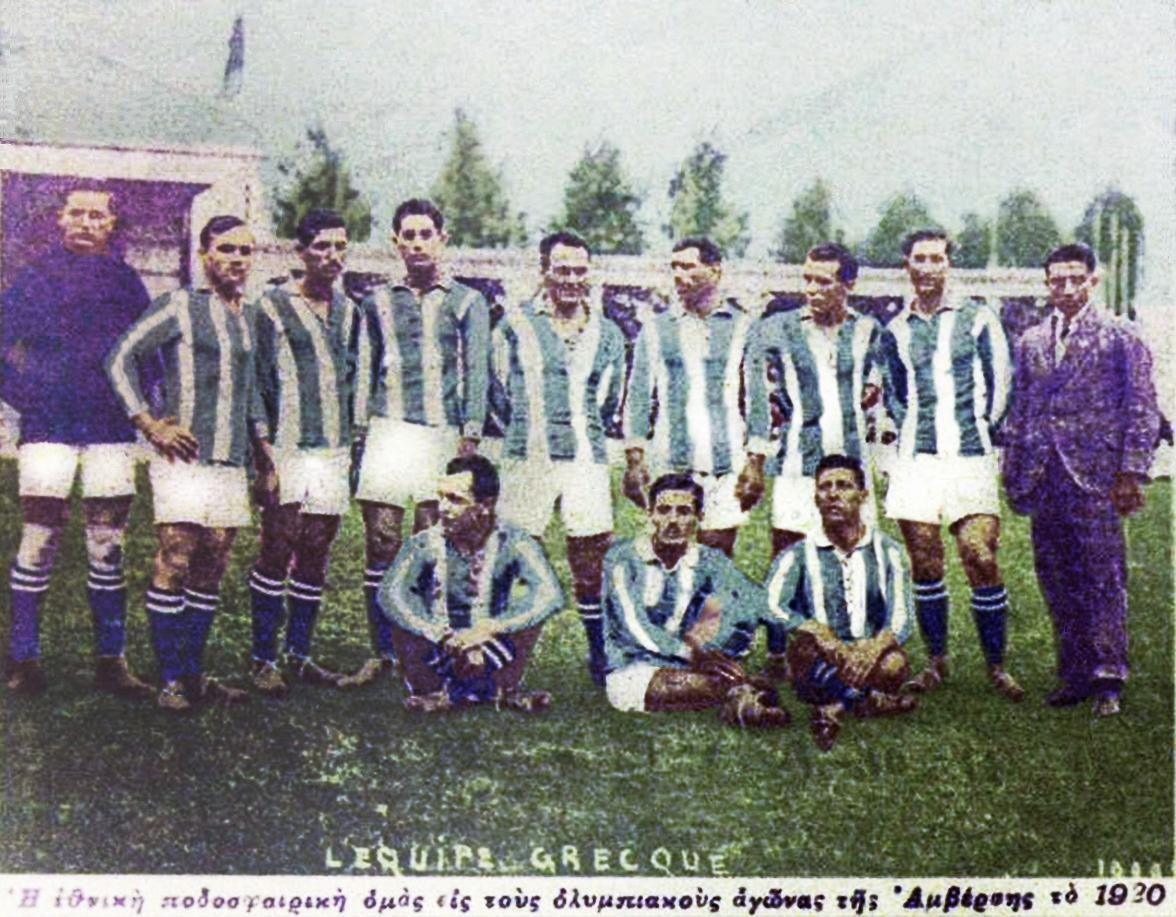
1920년 하계 올림픽의 그리스 대표팀.

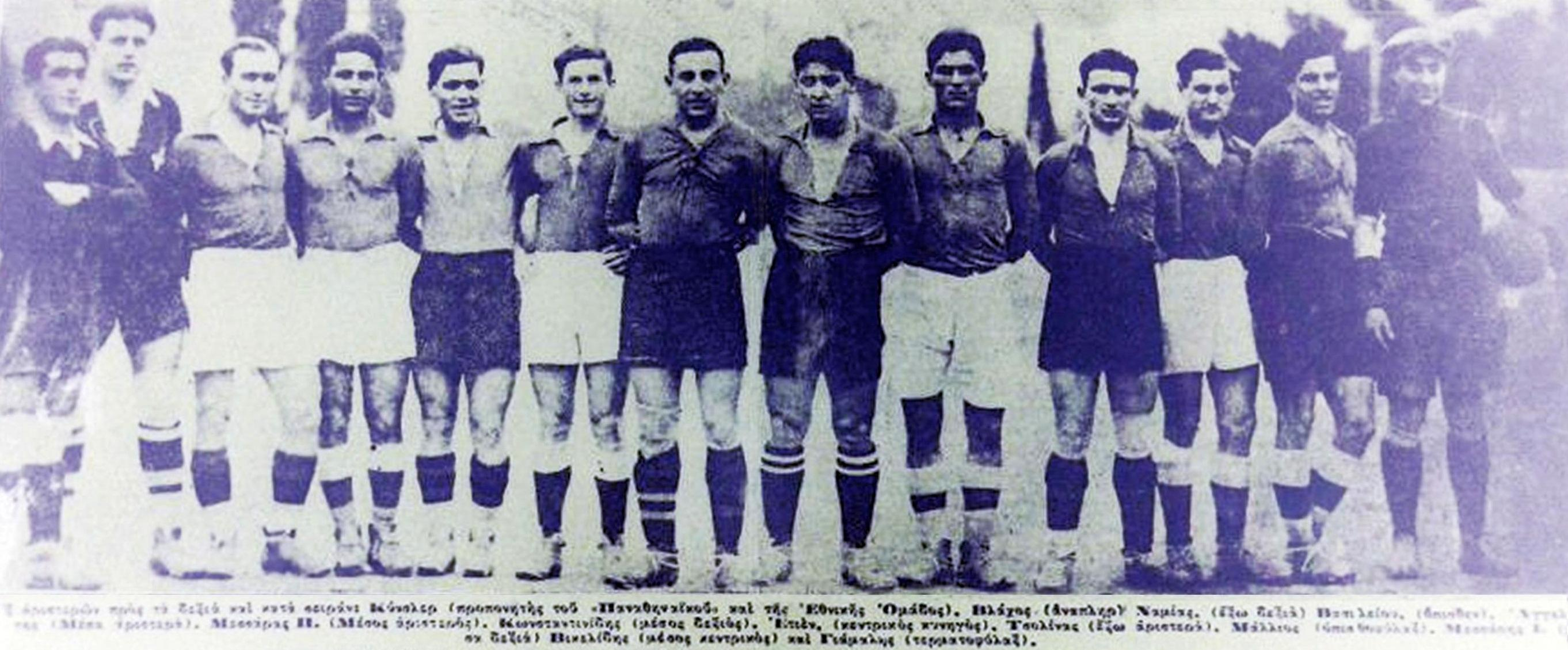
1929년의 그리스 선수단.

### 초창기
그리스 국가대표팀이 처음 등장한 것은 아테네의 1906년 중간 올림픽 때였다. 이후 그리스는 파리에서 제1차 세계 대전 후 열린 인터-얼라이드 게임과 안트베르펀에서 열린 1920년 하계 올림픽에 참가했다. 이 시기에 활약했던 주요 선수로는 요르고스 칼라파티스가 있었고 후에 국가대표팀 감독을 맡았다.

### 1970년 FIFA 월드컵 예선 탈락
이후 수십년간 그리스는 자국 국민들의 축구에 대한 열정에도 불구하고 이렇다할 성과도 내지 못했다. 국내에서의 제2차 세계 대전 이후 경제전 및 사회전 문제로 인해 국가대표팀 성공을 위한 아무런 준비도 할 수 없었다. 이 시기에 그리스가 낸 최고 성과로는 그리스 역사상 최고 선수들로 분류되는 미미스 도마조스, 요르고스 시데리스, 요르고스 쿠다스, 그리고 미미스 파파이오안누와 같은 선수들로 조직된 좋은 선수들을 보유하고도 1970년 FIFA 월드컵 본선행을 간발로 놓친 것이었다.

### UEFA 유로 1980
그리스는 알케타스 파나굴리아스 감독의 지도 하에 이탈리아에서 열린 UEFA 유로 1980 본선에 진출하며 처음으로 메이저 대회에 모습을 드러냈다. 그리스는 이 대회 예선에서 러시아(옛 소련)나 헝가리 같은 당대 정상급 축구 강호들을 제치고 1위로 본선에 올랐다. 본선에서 그리스는 독일(옛 서독), 네덜란드, 체코(옛 체코슬로바키아)와 함께 A조에 편성됐다. 첫 경기인 네덜란드전에서 그리스는 후반 20분 케이스 키스트에게 페널티킥 결승골을 헌납하기 전까지 상대를 비교적 잘 봉쇄했다. 3일 후 로마에서 열린 체코와의 2차전에서는 전반전을 1-1로 마쳤으나 후반에만 2골을 내주며 결국 1-3으로 패했다. 독일과의 최종전에서 그리스는 값진 0-0 무승부를 거두며 메이저 대회 사상 첫 승점을 따냈고 독일이 이 대회에서 우승컵을 차지함으로써 모든 대회를 통틀어 처음 출전한 유로 대회에서 처녀 출전팀이었음에도 불구하고 비교적 괜찮은 성적으로 마쳤다.

### 1994년 FIFA 월드컵
그리스는 미국에서 열린 1994년 FIFA 월드컵 본선 진출에 성공하면서 역사상 첫 FIFA 월드컵 본선 무대를 밟았다. 그리스는 예선 최종전에서 러시아를 제치고 1위로 마쳤다. 그리고 본선에서 나이지리아, 불가리아, 그리고 아르헨티나와 함께 D조에 편성되었다. 예선전을 성공적으로 마친 후 그리스 현지에서 자국 대표팀에 대한 기대는 높아졌고 곧 다가올 충격적인 실패를 감당치 못하게 했다. 그러나 전설적인 감독으로 추앙받는 알케타스 파나굴리아스가 엔트리에 새로 비상하는 신인 선수들 대신에 예선전을 함께했으나 기량이 떨어지기 시작하는 노후한 선수들을 전례 없는 본선행에 대한 보답으로 승선시킨 것이 화근이 되었다. 거기에다가 전 대회 준우승국인 아르헨티나, 이 대회 4강까지 올라간 불가리아, 그리고 아프리카 최강국 나이지리아와 함께 "죽음의 조"에 편성되는 불운도 수반되었었다. 그러나 이 대회에서 골키퍼 3명을 포함한 모든 선수들이 3번의 경기에 모두 출전한 진귀한 기록을 세워 당시 참가한 선수들을 언급할 가치를 주었다. 아르헨티나와의 1차전에서 0-4로 패했고 4일 후 불가리아에게 또 다시 0-4로 패했고 나이지리아와의 최종전에서도 0-2로 지면서 3전 전패를 기록함과 동시에 단 1골도 넣지 못하고 10골을 먹는 최악의 경기력으로 조별리그에서 탈락하고 말았다.

### 간발의 차이로 본선행 실패
UEFA 유로 1996 예선에서 그리스는 러시아와 스코틀랜드에 밀려 조 3위로 이 대회 본선 진출에 아쉽게 실패했다. 그리고 1998년 FIFA 월드컵 유럽 지역 예선에서도 그리스는 나중에 조 1위를 차지한 덴마크에 0-0으로 비기면서 조 2위 크로아티아에 단 1점차로 밀려 조 3위에 머무르면서 또 다시 본선행이 좌절되는 아픔을 겪었다. UEFA 유로 2000 예선에서도 그리스는 조 2위 슬로베니아에 2점차로 밀려 조 3위로 또 다시 본선행 티켓 확보에 실패했고 이 과정에서 약체로 평가받던 라트비아와의 홈 경기에서 패하면서 당시 감독이었던 코스타스 폴리흐로니우 감독이 경질되기도 했다. 2002년 FIFA 월드컵 유럽 지역 예선에서도 잉글랜드, 독일, 핀란드에 밀려 조 4위라는 실망스러운 성적을 거두었고 이로 인해 경질된 바실리스 다니일 감독 후임으로 독일 출신의 오토 레하겔이 사령탑에 취임했다.

### UEFA 유로 2004 우승

#### 예선
그리스는 UEFA 유로 2004 예선에서 스페인과의 홈 경기와 우크라이나와의 원정 경기에서 모두 0-2로 패하면서 첫 시작을 불안하게 출발하는 듯 했으나 남은 6경기에서 모두 이겼는데 이 과정에서 스페인과의 원정 경기에서 1-0으로 꺾으면서 6승 2패·조 1위로 24년만에 UEFA 유럽 축구 선수권 대회 본선행 티켓을 확보했다.

#### 토너먼트 시작 전
그리스는 라트비아 다음으로 우승할 확률이 2번째로 적은 팀으로 분류되었다. 그리스는 또한 토너먼트가 시작되기 전 150대 1의 우승 확률이 있는 그야말로 최약체로 평가되었다. 그리스는 이 대회 본선에섭 포르투갈, 스페인 러시아와 함께 "죽음의 조"에 편성되었다. 포르투갈은 이 대회 개최국이자 강력한 우승후보였고 스페인은 한때 유럽을 평정했던 팀이며 러시아는 소련 시절 초대 유로 대회에서 우승컵을 들어올린 적이 있는 팀이었다. 그만큼 그리스의 우승을 예상한 사람은 극소수에 불과했다.

#### 조별 리그
그리스는 첫 경기인 포르투갈전에서  요르기오스 카라구니스의 22미터 선제골과 앙겔로스 바시나스의 추가골로 2-1 승리를 거두는 이변을 일으켰다. 이 경기 이후 그리스 스포츠 평론가가 대회 개막전에 쓰인 둥둥 떠다니던 배를 짚어 "해적선" (Το Πειρατικό)이라는 별칭을 붙였다. 4일 후 스페인과의 2차전에서 전반을 0-1로 끌려간 채 마쳤으나 1-1로 비기며 스페인 관중들을 일제히 충격에 빠뜨렸다. 그리스는 전반전에 수비가 붕괴되면서 페르난도 모리엔테스에 선제골을 허용했지만 플레이메이커 바실리오스 치아르타스가 교체로 들어가면서 앙겔로스 하리스테아스에게 절묘한 롱패스를 공급했고 후반전에 하리스테아스는 그 패스를 받아 동점골을 넣어 그리스의 8강 진출 희망을 키웠다. 조별리그 최종전에서 그리스는 이미 조별리그 탈락을 확정지은 러시아에게 경기 시작 10분만에 2골을 내주며 0-2로 끌려갔으나 지시스 브리자스가 만회골을 기록하면서 스페인을 다득점으로 밀어내고 8강에 진출했다. 드미트리 키리첸코는 경기 막판에 그리스를 떨굴수도 있었으나, 그가 뻗어낸 슈팅은 그대로 멀리 벗어났다.

#### 8강전
8강전에서 그리스는 무패 행진을 달리고 있던 디펜딩 챔피언 프랑스를 만났다. 후반 20분 그리스가 앙겔로스 하리스테아스의 선제골로 1-0으로 앞서나가기 시작했다. 그리고 그리스는 막판 티에리 앙리의 근접슈팅을 선방하는 등 프랑스의 파상 공세를 잘 막아내며 프랑스를 꺾고 4강에 진출하면서 역사상 처음으로 홈팀과 디펜딩 챔피언을 모두 꺾은 최초의 팀으로 기록되었다.

#### 4강전
그리스는 4강전에서 천적 체코를 만났다. 체코는 네덜란드전에서 3-2 역전승을 거두었고 독일전에서 2-1로 이겼으며 덴마크와의 8강전에서 3-0 완승을 거두는 등 내리 4연승을 달리며 상승세를 타고 있었다. 4강까지 올라왔을 때만 해도 체코는 우승컵을 들어올릴 가장 유력한 팀으로 점쳐졌다. 그리스는 이 경기에서 체코의 강력한 압박을 받던 순간에도 신중하게 진행했다. 토마시 로시츠키의 슈팅은 크로스바를 때렸고 얀 콜러의 슛은 수차례 안토니오스 니코폴리디스의 선방에 막혔다. 설상가상으로 큰 영향력을 미치던 파벨 네드베트가 전반에 부상으로 아웃되면서 체코의 희망은 무너져 내렸다. 체코는 많은 득점 기회를 잡았으나 모두 날려버렸고 정규 시간 90분이 지난 후 경기는 0-0으로 끝났다. 그리고 결국 연장 전반 막판 트라야노스 델라스가 바실리오스 치아르타스의 코너킥을 실버골로 연결시키며 체코를 1-0으로 꺾고 결승 진출에 성공했다.

#### 결승전

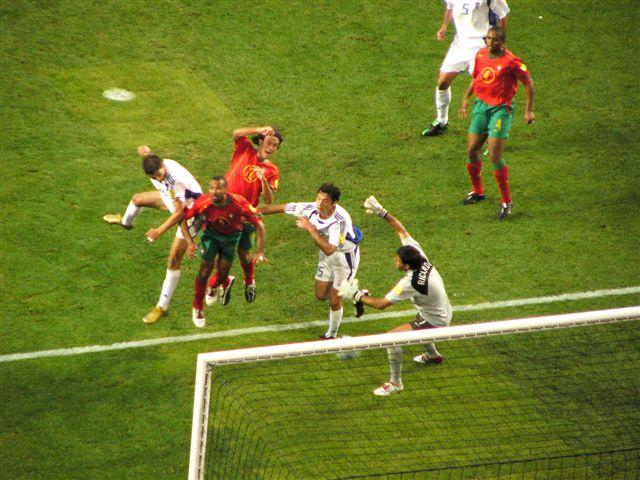
UEFA 유로 2004 결승전에서 그리스의 결승골을 넣는 앙겔로스 하리스테아스

대회 역사상 처음으로 결승전은 개막전의 리턴 매치가 되었고 그리스는 개최국 포르투갈과 다시 경기를 벌이게 되었다. 후반 12분 앙겔로스 바시나스의 어시스트로 앙겔로스 하리스테아스가 헤딩골을 터뜨리면서 그리스에 리드를 가져다 주었다. 포르투갈은 막판까지 동점골 사냥을 노렸으나 그리스의 수비는 견고했고 대부분의 공격을 무력화시켰다. 크리스티아누 호날두는 경기 종료를 앞두고 승부를 원점으로 돌릴 좋은 기회를 잡았으나 마무리를 짓는데 실패했다. 결국 이 경기에서 1-0으로 승리를 거두면서 우승할 확률이 낮을 것이라는 전문가들의 예상을 뒤엎고 우승컵을 들어올리면서 축구 역사상 최대의 이변 중 하나로 손꼽히게 되었다. 주장인 자고라키스는 그리스를 우승으로 이끔과 동시에 대회 최다 태클을 기록한 공로로 대회 MVP에 선정되었다.

#### 대회 후
UEFA 유로 2004 우승으로 그리스는 FIFA 랭킹이 2004년 6월에 기록한 35위에서 2004년 7월에 14위로 급상승했다. 이 랭킹 상승은 한달만에 일어난 상위권 팀 랭킹 상승 중 최고였다. 그리스의 UEFA 유로 2004 우승은 국가 역사상 남자 팀 종목에서 기록한 최대 이변으로 그리스 농구 국가대표팀이 1987년 FIBA 유로바스켓과 2005년 FIBA 유로바스켓과 2006년 FIBA 농구 월드컵을 우승한 것에 견주어지고 있다. 그리스 국가대표팀은 우표로 발행되었고, 콘스탄티노스 스테파노풀로스 그리스 대통령과 흐리스토둘로스 아테네 대주교로부터 메달을 받았고 흥분한 전국 국민들은 아테네 국제공항에서 그리스의 정치, 종교 수뇌부가 기다리는 파나티나이코 경기장으로 트로피를 가지고 귀국하는 국가대표팀을 지켜보았다. UEFA 유로 2004 우승팀 멤버들은 2005년 올해의 팀 세계 스포츠 월계수상 수상자가 되는 영광까지 누렸다.

### 2005년 FIFA 컨페더레이션스컵
UEFA 유로 2004의 우승자로써, 그리스는 독일에서 열린 2005년 FIFA 컨페더레이션스컵 본선에 진출했다. 그리스는 2002년 FIFA 월드컵 우승팀 브라질, 2004년 AFC 아시안컵 우승팀 일본, 그리고 2003년 CONCACAF 골드컵 우승팀 멕시코와 함께 B조에 편성되었다. 그리스는 대회에서 브라질에 0-3, 일본에 0-1로 패한 뒤, 멕시코에게 0-0으로 비겼고, 당시 에프스타티오스 타블라리디스, 루카스 빈트라, 미할리스 시파키스, 이오아니스 아마나티디스, 그리고 테오파니스 게카스 등의 선수들이 처음으로 국가대표팀에 차출되거나, 처음으로 출전하는 등 새 선수들에 대한 실험을 진행하는 과도기로 평가되었다.

### 2006년 FIFA 월드컵 예선전
UEFA 유로 2004 우승 이후, 그리스는 2006년 FIFA 월드컵 예선전에서 조 1위 후보로 분류되었다. 그리스는 우크라이나, 터키, 덴마크, 알바니아, 조지아, 그리고 카자흐스탄과 함께 2조에 편성되었다.
첫 예선전 경기에서, 그리스는 경기를 지배하지 못하고 알바니아에게 1-2로 패하였다. 그 후, 그리스는 터키와의 홈경기, 우크라이나와의 원정 경기에서 연속으로 비기다가 카자흐스탄과의 홈경기에서 3-1로 이겼다. 이후 덴마크와의 경기에서 테오도로스 자고라키스가 100번을 넘어 출장한 국제 경기에서 국가대표팀 첫 골을 터뜨리며 2-1로 승리하면서 그리스는 정상 궤도에 오른 것처럼 보였다. 이후, 그리스는 조지아와 알바니아에 연승을 거두었고, 터키 원정에서 양호한 경기 끝에 터키와 비겼다. 그러나, 경기를 지배하고도, 그리스는 2골을 도둑맞으면서 우크라이나와의 홈경기에서 0-1로 패하였다. 3달 후, 그리스는 카자흐스탄과의 경기에서 종료를 몇 초 남겨두고 결승골을 넣어 2-1로 이겨 체면을 구길 뻔 했다. 그리스는 코펜하겐 원정에서 덴마크에게 0-1로 패하였고, 키이우에서 터키가 이미 본선행을 확정지은 우크라이나에게 1-0으로 이기면서 플레이오프행의 희망조차 희미해졌다. 예선 최종전에서, 그리스는 조지아를 꺾고 예선전을 4위로 마감했는데, 조 1위를 차지한 우크라이나와는 승점 4점차였고, 2위 터키와는 2점차였다. 경기 내내, 카라이스카키스 스타디움에 웅집한 30,000명의 팬들은 오토 레하겔에 절대적인 지지감을 갖고 이름을 연호했고, 레하겔 감독은 이후 "10년이 지나더라도, 제 마음의 일부는 그리스를 향할 겁니다."라고 인터뷰했다. 오토 레하겔의 예선전 기간 동안 선수 차출에 대한 불만이 있었고, 몇몇 기자들은 올림피아코스의 이에로클리스 스톨티디스나 모나코의 아키스 지코스와 같은 선수들을 차출하지 않고, 일부는 소속팀조차 없는 UEFA 유로 2004의 선수들을 차출하기를 고집한다고 비판했다.
2006년 5월 25일, 독일에서 2006년 FIFA 월드컵이 개막을 한달도 채 앞두지 않았을 때, 그리스는 멜버른의 MCG에서 열린 오스트레일리아와의 친선전에서 95,103명의 관중들이 지켜보는 앞에 0-1로 패했다.

### UEFA 유로 2008

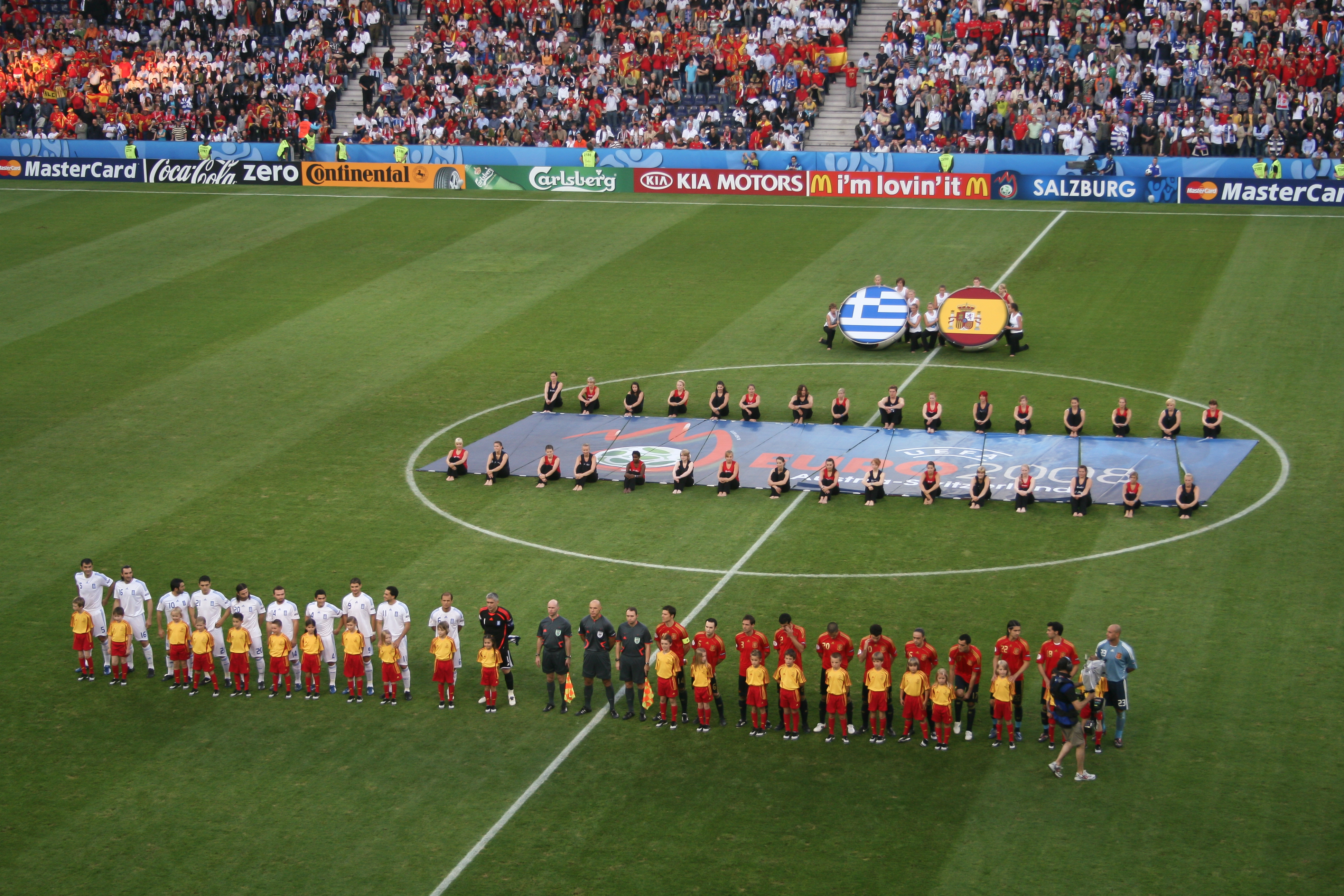
레드불 아레나에서 열린 그리스와 스페인 간의 UEFA 유로 2008 경기

그리스는 스위스와 오스트리아에서 열릴 UEFA 유로 2008의 예선 포트 배정에서 1포트에 배정되었고, 터키, 노르웨이, 보스니아 헤르체고비나, 헝가리, 몰도바, 그리고 몰타와 한 조를 이루었고, 이 조는 특이하게도 2006년 FIFA 월드컵에 출전하지 못했던 국가들로만 구성되었다.
그리스는 UEFA 유로 2008 예선전을 몰도바전, 노르웨이전, 보스니아 헤르체고비나전 연승으로 시작했다. 그 결과, 그리스는 10월에 두달만에 FIFA 랭킹이 18계단 상승에 13위가 되었다. 2007년 3월 24일, 그리스는 아테네에서 열린 터키와의 4번째 경기에서 1-4로 패하였다. 이에도 불구하고, 그리스는 몰타 원정 경기에서 앙겔로스 바시나스가 66분에 기록한 1-0 페널티 결승골로 1승을 추가하였고, 헝가리와 몰도바를 홈에서 꺾고, 노르웨이 원정 경기에서 골대를 3번 때렸으나 2-2로 비겼다. 오슬로 원정에서의 무승부 이후, 보스니아 헤르체고비나와의 홈경기 3-2 승리가 뒤를 이었고, 터키한테는 원정에서 1-0으로 이김으로써, 숙적의 안방에서 UEFA 유로 2008 본선행을 자축했다. 막판 두 경기에서, 그리스는 몰타를 아테네에서 5-0으로 짓밟았고, 헝가리 원정에서 또다시 2-1로 이기며 승점 31점으로 조 1위를 차지했으며, 예선전에서 가장 많은 승점을 획득한 팀이 되었다. 본선 조추첨에서, 그리스는 디펜딩 챔피언 자격으로 1포트에 배정되었다. 더 나아가서, 그리스는 FIFA 랭킹이 11위로 상승하면서 2010년 FIFA 월드컵 예선전 조추첨에서도 사상 처음으로 1포트에 배정되었다. UEFA 유로 2008 본선 조추첨은 12월 2일 스위스에서 열렸고, 그리스는 스웨덴, 스페인, 그리고 러시아와 함께 D조에 편성되었다. 대회 준비 과정에서, 그리스는 2008년 3월 26일에 UEFA 유로 2004의 개막전과 결승전에서 이미 꺾은 적 있는 포르투갈을 2-1로 또 이겼다. 그 결과, 그리스의 FIFA 랭킹은 역대 최고인 8위까지 상승했다.
그러나, 대회 본선에서, 그리스는 3경기를 모두 패했고, 단 1골을 넣는데 그쳤다. 그리스는 스웨덴전에서 부진 끝에 0-2로 패하였다. 그리스는 러시아전에서 폼 회복을 노렸으나 0-1로 패하였다. 이미 탈락이 확정된 가운데, 그리스는 다음 라운드 진출을 확정지은 스페인을 상대로 올인으로 나갔으나, 1-2로 패했고, 디펜딩 챔피언으로는 유럽 축구 선수권 대회 역사상 최초로 차기 대회에서 단 승점 1점도 획득하지 못한 팀이 되었다.

### 2010년 FIFA 월드컵
2010년 FIFA 월드컵 예선전에서 테오파니스 게카스가 대륙 최다인 10골을 넣으며 주 득점원으로 맹활약 했으나, 그리스는 유럽 예선 2조에서 스위스에 밀려 조 2위를 차지해 우크라이나와 홈-원정 2차전 방식의 플레이오프전을 치르게 되었다. 홈에서 열린 1차전에서 무득점으로 비긴 후, 그리스는 도네츠크에서 열린 2차전에서 1-0으로 승리하여 2010년 FIFA 월드컵 본선행에 성공했다. 2009년 12월 4일, 남아프리카 공화국 케이프타운에서 열린 2010년 FIFA 월드컵 조 추첨식에서, 그리스는 처녀 출전했던 1994년 FIFA 월드컵에 상대했던 3팀들 중 2팀과 같은 조에서 재회하였다. 아르헨티나와 나이지리아가 또다시 그리스와 같은 조에 편성되었다. 이번 대회에서 그리스는 다른 1994년 FIFA 월드컵 당시 만난 또다른 상대였던 불가리아 대신에 대한민국과 B조에서 만났다.
월드컵 1차전에서, 그리스는 지나친 롱볼 위주의 공격과 부족한 창조성을 지닌 지지부진한 활약 끝에 대한민국과의 경기에서 0-2로 완패했다. 나이지리아와의 2차전에서, 그리스는 초반에 실점했음에도 불구하고 2-1로 뒤집어 이겼다. 디미트리스 살핑기디스는 44분에 득점을 기록해 그리스의 월드컵 역사상 최초의 본선골 주인공이 되었고, 이 골로 전반전을 1-1로 마칠 수 있었다. 바실리스 토로시디스는 이후 71분에 결승골이자 역전골을 넣어, 그리스에게 월드컵 본선 역사상 처음으로 승점과 승리를 안겨다 주었다. 우승 후보 아르헨티나와의 최종전에서, 그리스는 다른 경기의 결과에 따라서만 16강에 진출할 수 있었다. 예상 대로, 이 경기를 끝으로 그리스 국가대표팀 감독직을 내려놓을 오토 레하겔 감독은 상당이 수비적인 전술을 들고 나왔는데, 요르기오스 사마라스가 거의 모든 공격을 원톱으로 혼자 수행했다. 전술은 후반전에도 0-0으로 팽팽한 균형을 이루는 가운데 사마라스가 최후방 수비수를 빠른 롱볼 역습으로 제치면서 효과를 볼뻔 했으나, 역습에서 마무리 슛팅이 골대로부터 멀리 빗나갔다. 그리스는 아르헨티나를 77분까지 무실점으로 막아냈으나, 결국 0-2로 패하였고, 그리스는 B조에서 3위를 차지하며 대회를 마감했다.
그리스는 대회 후 FIFA 랭킹이 13위에서 12위로 상승했다. 같은 시기, 러시아, 크로아티아, 그리고 프랑스는 그리스보다 낮은 순위로 추락했고, 우루과이, 칠레는 그리스 바로 위까지 순위가 상승했다.

#### 레하겔 체제에서 산투스 체제로 변화

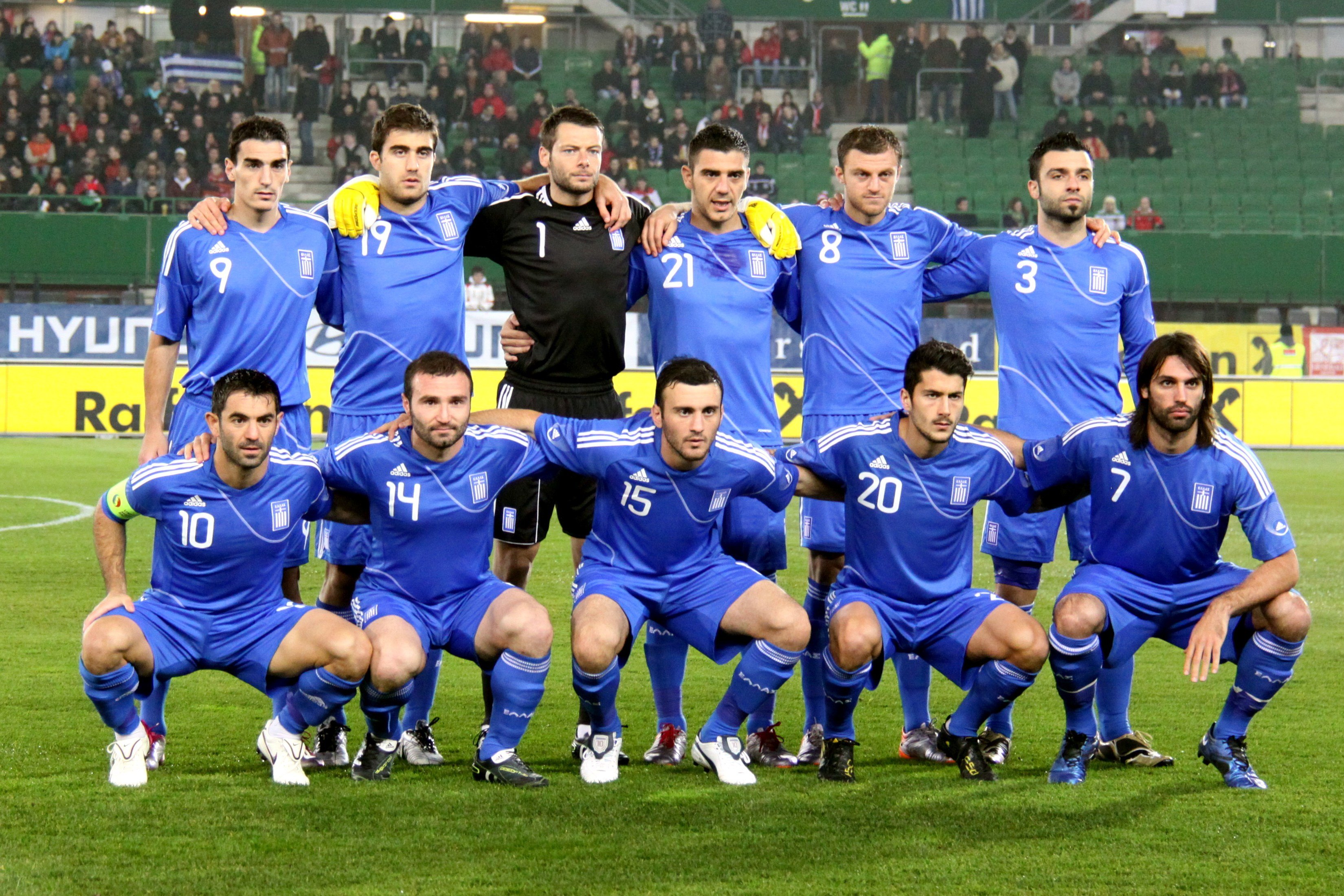
2010년 11월 17일에 촬영된 그리스 국가대표팀

월드컵에서의 아르헨티나전 패배로부터 24시간 후, 오토 레하겔은 그리스 국가대표팀 지휘봉을 내려놓았다. 8일 후, 그리스 축구 협회가 전 AEK와 PAOK 감독이었던 페르난두 산투스를 후임 감독으로 내정하면서, 그리스 축구는 새로운 시대를 맞이하게 되었다. 산투스 감독의 지휘 하에, 그리스는 즉시 성공을 거듭했고, 산투스 감독은 그리스 지휘봉을 잡고서 처음 17경기 동안 단 한번도 패하지 않았다. 비록 그리스가 상대방의 공격을 무력화시키는 능력이 레하겔 임기 말이 되어가면서 약화되었으나, 산투스 감독의 취임 이후, 그리스의 수비는 다시 견고해졌다. 7차례의 국제 친선전과 10번의 UEFA 유로 2012 예선전 경기동안, 그리스는 9경기에서 상대 공격을 무실점으로 틀어막았고, 나머지 8경기에서는 각 1실점씩만을 허용했다. 무패행진이 진행되는 동안, 산투스의 그리스 국가대표팀 FIFA 랭킹은 12위에서 8위로 상승했고, 예전에 그리스가 기록했던 FIFA 랭킹과 같은 순위까지 올라갔다. 이 기간 동안 치른 경기에서 단 한팀 (그리스를 제외하고) 만이 2010년 FIFA 월드컵에 참가했는데, 그 팀은 세르비아로, 베오그라드에서 0-1 패배를 안겨다주었다.

### UEFA 유로 2012

#### 예선전

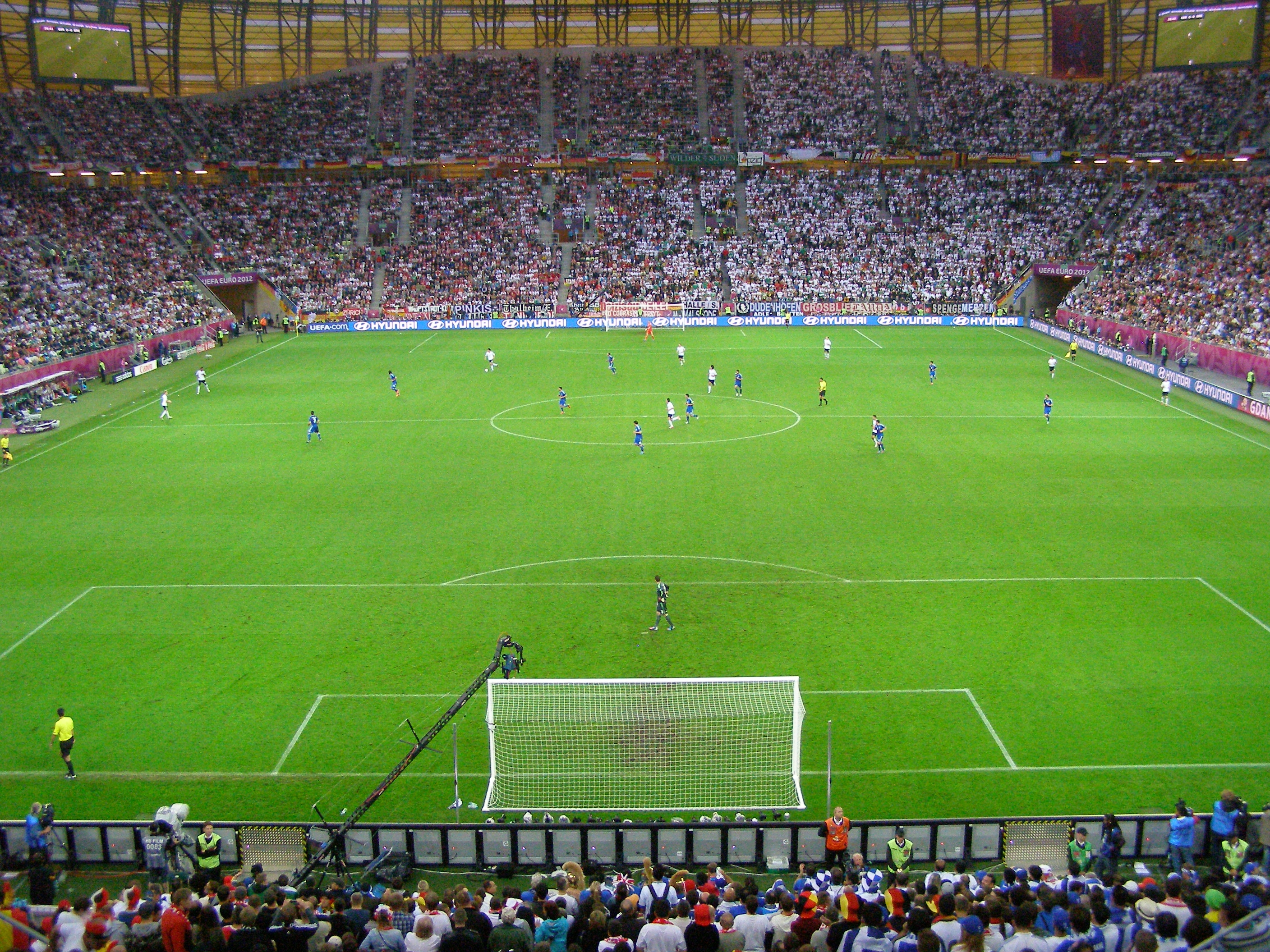
그리스는 UEFA 유로 2012 8강전에서 독일과 준결승전의 한자리를 놓고 경합했으나, 2-4로 패해 탈락했다.

2011년 10월, 그리스는 조지아와의 경기에서 막판 역전승을 거두면서 축구 전적에 한줄을 더 써내기 위해 시동을 걸었고, UEFA 유로 2012 본선 직행의 확정을 노렸다. 국가대표팀은 주요 대회 예선 역사상 두번째로 단 한번도 지지 않고 조 1위를 차지했는데, 이는 1994년 FIFA 월드컵 예선전 이후 처음이었다. UEFA 유로 1980, UEFA 유로 2004, 그리고 UEFA 유로 2008 예선전을 통틀어, 조지아전 승리로, 그리스는 역사상 통산 5번째 주요 대회 본선행이라는 기념비적인 업적을 달성했다. 그리스는 예선전에서 좋은 성적을 내기 위한 의도를 꾸준히 보여주었고, 팀의 슬로우 스타터 성향과 경기 초기 실점 경향도 두드러졌다. 이렇게 그리스가 예선전에서 보인 버릇은 결국 UEFA 유로 2012 본선에서도 활약에 빛을 바래게 만들었다.
2차례의 예선전에서, 그리스는 조지아를 상대로 총 180분의 경기 시간 중 130분을 끌려다녔으나, 뒷심을 발휘해 3차례 득점을 성공 시켜 총 6점의 승점 중 4점을 따내는 데 성공했다. 경기 종료를 앞두고 터진 골은 주로 수비수가 넣었는데, F조 순위 테이블에 있어 그리스에게 상대적으로 드러났다. 실제로, 그리스는 총 10번의 경기 중 단 한번의 경기에서만 선제골을 넣고 리드를 잡았는데, 이 경기는 유럽 53팀 중 순위로 50번째에 오는 몰타와의 경기로, 홈에서 3-1 승리를 거두었다. 몰타 원정에서는 수비수 바실리스 토로시디스가 몇 초를 남겨놓고 균형을 깨는 득점을 성공했는데, 이 골로 그리스는 귀중한 승점을 2점 더 가져갈 수 있게 되었고, 크로아티아와 예선전을 같은 승점으로 마칠 수 있었다. 그리스는 비록 같은 조의 크로아티아에 골득실에서 밀렸으나, 크로아티아와의 맡대결에서 힘을 발휘해 두 차례의 경기에서 무실점으로 막아내고, 조 2위 크로아티아와의 중대한 홈경기에서 2-0의 완승을 거두며 나흘 후에 값진 F조 1위의 자리를 쟁취할 수 있었다. 테오파니스 게카스는 2010년에 페르난두 산투스가 임한 3번째 경기 후 국가대표팀에서 은퇴했으나, 번복하고 본선 직행권을 손에 넣을 수 있는 결정적인 골에 공헌했다. 게카스는 결국 산투스 감독에 의해 UEFA 유로 2012의 23인 엔트리에 포함되었고, UEFA 유로 2004의 영웅이자 조지아전에서 그리스의 본선행과 조 1위를 확정짓게 만든 골을 집어넣은 앙겔로스 하리스테아스를 밀어냈다.

#### 폴란드에서의 조별 리그전

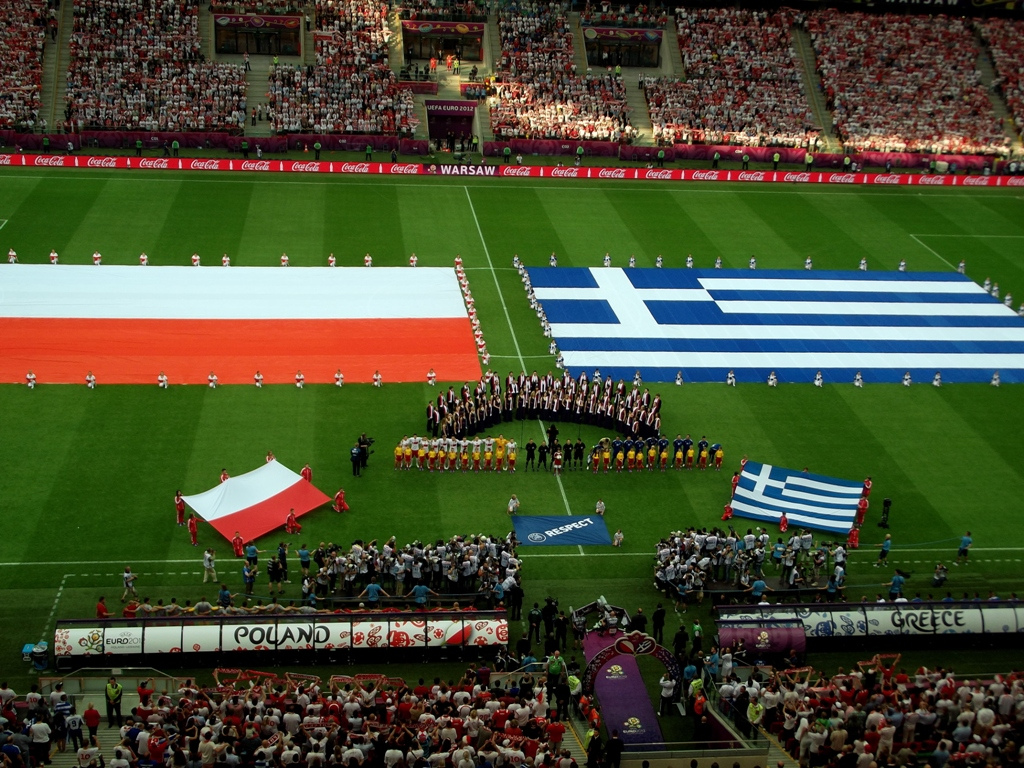
폴란드와 그리스간의 개막전

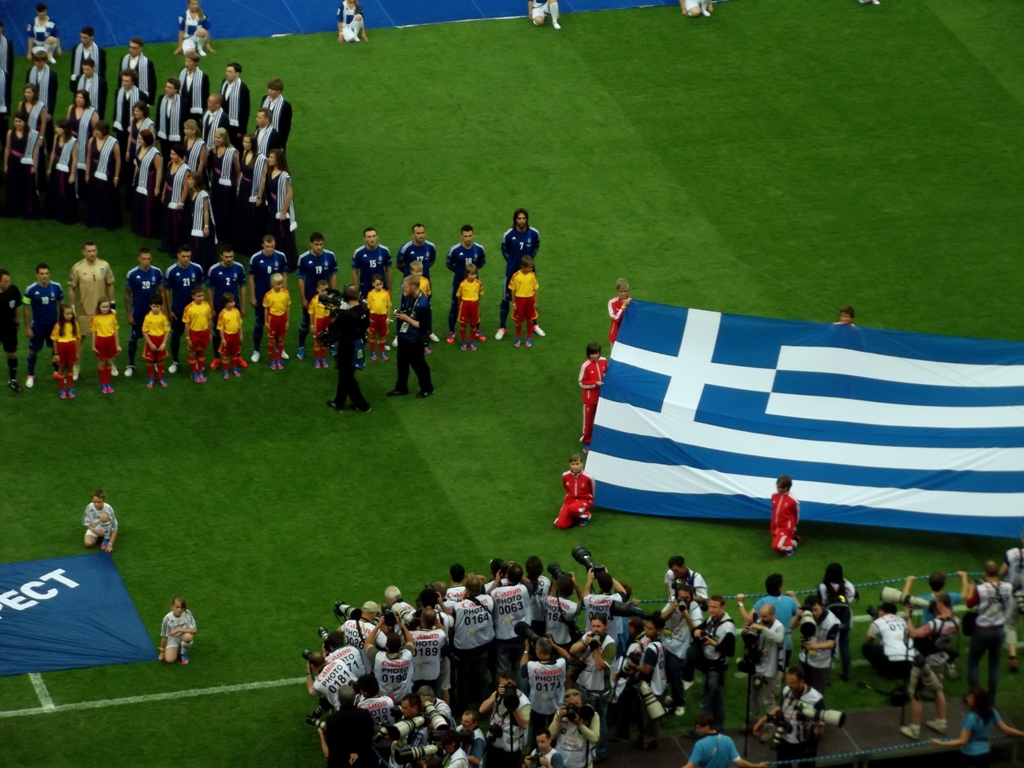
개최국 폴란드와의 UEFA 유로 2012 개막전 (1-1) 을 앞두고 자유의 찬가를 제창하는 그리스 선수들

UEFA 유로 2012를 앞둔 준비 과정에서 개최국인 폴란드와 함께 한 조에 편성되어 또다시 개최국과 한조에 편성되었고, 개최국 경기에 출전하게 되자 "2004년의 그림자"라는 주제어가 흔히 쓰이며 압박감을 주었다. 2011년 12월 2일, 우크라이나의 키이우에서 열린 대회 본선 조추첨식에서 앞서 UEFA 유로 2004에서 상대해 보았던 러시아와 체코도 A조에 편성되면서 재회가 확정되었다. 조 추첨 당시 1포트와 2포트에서는 가장 낮은 랭킹의 팀이, 4포트에서는 2번째로 낮은 랭킹의 팀이 같은 조에 편성되었기에, 그리스의 UEFA 유로 2012 다음 라운드 진출에 희망이 생겼다.
그리스가 8년 전 개최국의 영역인 포르투갈에서 그랬던 것처럼 "해적선"을 항해하겠다는 계획은 불과 전반만에 씁쓸하게 꼬이기 시작했다. 실전에서, 그리스는 공 소유를 안정적으로 긴 시간 동안 해내지 못했고, 역습을 통해 득점 기회를 잡기 위해 개최국 폴란드가 공을 가지고 전진하는 것을 허용하기에 급급했다. 그러나, 초반에 대체적으로 공을 점유한 쪽은 폴란드로, 뛰어난 골잡이 로베르트 레반도프스키에게 헤딩슛을 허용했고, 공은 종종걸음을 치는 코스타스 할키아스를 지나 골라인을 넘었다. 44분만에 소크라티스 파파스타토풀로스가 카를로스 벨라스코 카르바요 스페인 주심으로부터 경기의 두번째 옐로카드를 받아 퇴장당하면서, 희망과 승부의 축이 계속해서 폴란드 쪽으로 기울었다. 그러나, 후반 시작 이후 그리스가 1명이 퇴장당해 수적 열세에 처했음에도 불구하고 경기를 제어해나가기 시작했다. 디미트리스 살핑기디스는 후반 교체로 나와 큰 변화를 주었고, 폴란드 수비 사이를 경이롭게 파고들었고, 결국 보이치에흐 슈쳉스니 폴란드 수문장의 실수로 1-1 동점을 일구어냈다. 같은 경기에서 살핑기디스는 68분에 역전골 사냥을 위해 돌파하다 슈쳉스니에게 거친 파울을 당해 퇴장시켰고, 그라운드 위 선수 수의 균형을 이루게 만들었다. 그러나, 요르기오스 카라구니스 그리스 주장의 페널티킥은 후보 골키퍼 프셰미스와프 티톤에 막혔다. 살핑기디스의 추가골은 코스타스 포르투니스가 어시스트할 당시 오프사이드 위치에 있어서 취소되었고, 그리스는 승점 3점을 획득할 기회를 날려 경기를 예상치 못한 1-1 무승부로 경기를 끝냈다.
체코는 그리스와의 조별 리그 2차전 경기에 앞서 레프트 백 포지션을 약점으로 분석했고, 처음 6분동안 그리스는 2골을 실점했다. 폴란드가 그랬던 것처럼, 체코는 레프트 백을 맡은 호세 홀레바스 뒤쪽을 통해 그리스의 수비를 계속해서 휘저었고, 홀레바스 쪽에서 쓰루패스와 크로스로 득점을 올렸다. 페트르 체흐가 요르기오스 사마라스의 크로스를 후반전에 실수로 걷어내지 못하자 이를 테오파니스 게카스가 주워서 넣었다. 체코는 이후 초반의 압박을 줄여 수비에 치중해 후반에 리드를 지켜나가는 데에 치중했고, 게카스의 1골은 조금 늦은 시점에서 터졌다. 그리스는 경기를 1-2로 패해 A조 최하위로 내려 앉았고, 공격에 치중하는 러시아를 이겨야만 8강에 진출할 수 있는 절체절명의 상황에 놓였다.
체코에게 4-1 완승을 거두고, 더욱 공격적인 전술로 폴란드에게 1-1로 비긴 후, 러시아는 그리스를 상대로 승점 1점을 추가하고 다음 라운드로 진출할 것이 유력했다. 그러나, 그리스는 전매특허의 1-0 수비전술 승리를 통해 UEFA 유로 2012 8강전에 진출했다. 그리스는 전반 인저리 타임에 러시아 수비수 세르게이 이그나셰비치가 그리스의 스로인을 헤딩으로 처리하자, 러시아 수비 뒤에서 요르기오스 카라구니스에 공간을 내주었다. 그리스 주장은 쇄도하여 공을 뱌체슬라프 말라페예프의 골대 반대편 밑으로 밀어넣어 득점했고 러시아가 당황한채 라커로 향하도록 만들었다. 후반 시작 후, 이그나셰비치는 러시아 페널티 박스 내에서 카라구니스를 넘어뜨렸으나, 요나스 에릭손 주심이 카라구니스에게 헐리웃으로 경고를 주면서, 또다시 그리스에게 골찬스를 내주어 실점할 뻔 했다. 이 카라구니스가 받은 대회의 두번째 경고로, 그리스는 8강전에서 출장 정지 징계를 받는 주장 없이 싸워야 했다. 이 경기 승리로, 그리스는 성공적인 UEFA 유로 2004 이래 역사상 두번째로 8강 진출을 이룩했다.

#### 8강전
8강전에서 그리스는 포르투갈, 덴마크, 그리고 네덜란드와의 조별 리그전 3경기를 모두 이긴 독일을 만났다. 그리스는 초반에 중원에 그리 큰 압박을 가지 않았고, 경기의 템포를 낮추어 독일의 점유율에 대체로 적응했다. 젊은 소티리스 니니스는 잡시 수비로 전향해, 필리프 람 독일 주장이 중원으로 침투해 중거리에서 실점을 허용했다. 그러나, 그리스는 침착하게 요르기오스 사마라스를 이용해 계속해서 위협해 나갔다. 역습을 통해, 그리스는 후반전 시작과 함께 승부의 균형을 맞추었다. 수비에 다시 치중하면서, 게오르요스 포타키스는 독일 진영 깊숙히 있는 디미트리스 살핑기디스에게 36m 패스를 했다. 살핑기디스는 마누엘 노이어 골키퍼 앞에 4.5m 앞으로 배급했고, 요르기오스 사마라스는 적정의 힘을 이용해 노이어 밑으로 차 동점을 만들어 냈다. 20분 후, 그리스는 독일에게 순식간에 1-4로 끌려다녔다. 그리스는 89분에 살핑기디스의 페널티킥으로 1골을 만회했다. 경기는 그리스가 독일에게 2-4로 패하는 것으로 끝났고, 이로써 UEFA 유로 2012에서의 그리스의 여정이 종료되었다.

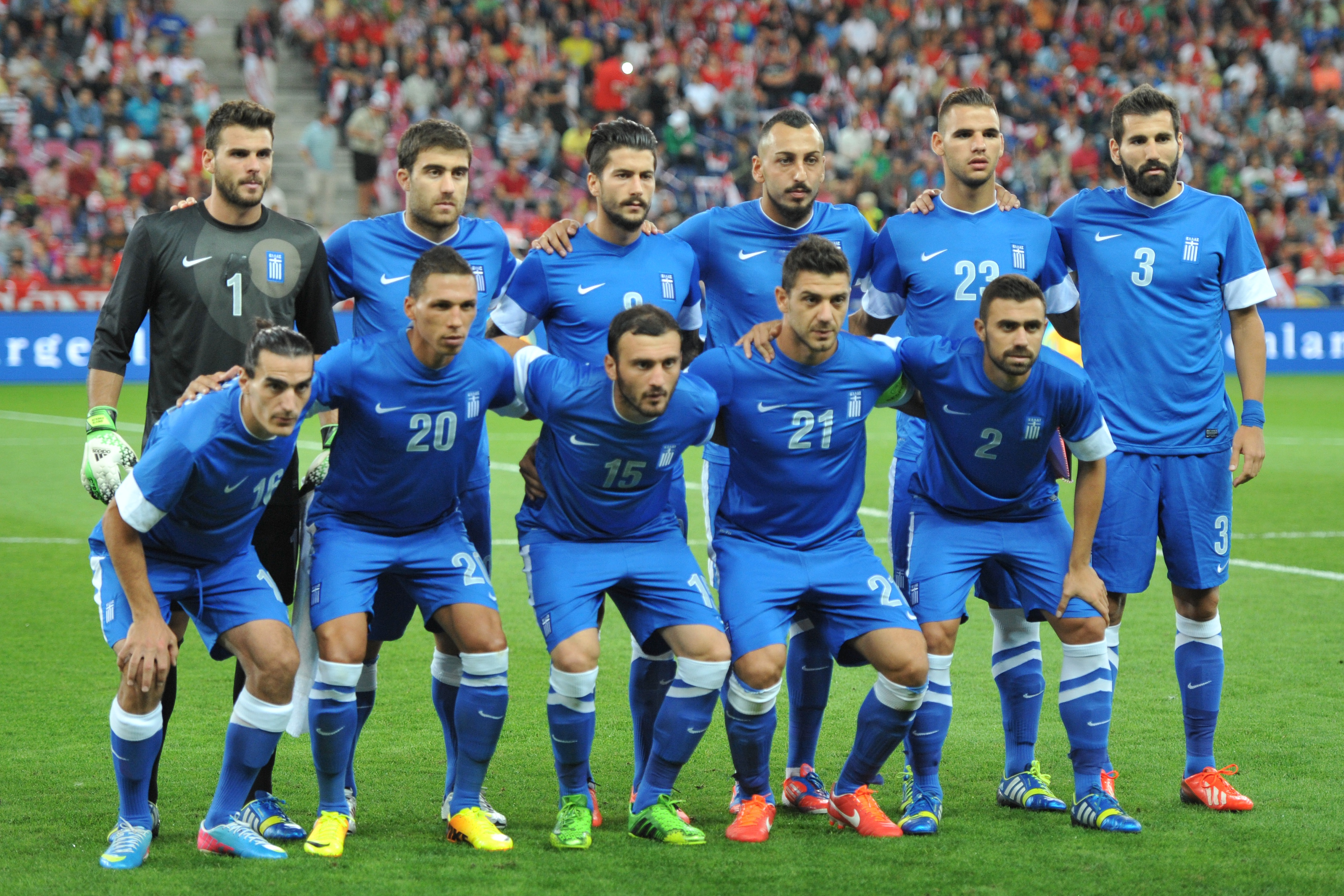
2013년에 촬영된 그리스 국가대표팀

### 2014년 FIFA 월드컵

#### 예선전
브라질에서 열리는 2014년 FIFA 월드컵 본선에 진출하기 위해, 그리스는 상승세의 보스니아 헤르체고비나, 껄끄러우나 잊을 수 없는 2010년 FIFA 월드컵 예선전과 본선을 정점으로 내리막길을 걷는 슬로바키아와 경쟁해야 했다. 라트비아는 이전의 두번의 주요 대회 예선전 (2010년 FIFA 월드컵, UEFA 유로 2012)에서 만났고, 이번에도 재회했다. 대회를 시작하기에 앞서, 보스니아 헤르체고비나는 포르투갈과의 두 차례 플레이오프전에서의 패배로 첫 주요 대회 본선 진출에 실패하였다. 보스니아는 2013년에 예선전에서 그리스를 골득실차로 제치고 조 1위를 차지하며 플레이오프 없이 본선에 진출했다. 이 둘간의 운명을 결정한 경기는 3월 22일에 진행되었고, 그리스는 3 차례 세트피스 골을 실점 (2번의 프리킥 헤딩골과 1번의 페널티킥 리바운드슛) 하였고, 1-3으로 패했다. 그리스의 수비는 예선전 기간 동안 견고한 것으로 증명되었고, 오픈 플레이 상황에서 단 한골도 내주지 않았다. 그리스는 10경기에서 단 4골만을 실점하였는데, 1골은 라트비아전이었고, 4골 실점은 그리스의 비효율적인 공격으로 메꾸기에는 역부적이었다. 비록 그리스는 단 한경기를 무득점으로 마쳤고, 보스니아와의 두번째 경기의 여파도 수반되어 단 12골을 득점하는데 그쳤다.

#### 2014년 FIFA 월드컵 예선 플레이오프전
루마니아는 네덜란드가 1위를 차지한 조에서 헝가리와 터키를 제치고 2위를 차지해 그리스와의 두 차례 플레이오프 경기를 기다리고 있었다. 두 팀이 서로 맞대결을 펼친 때는 2011년 말이 마지막이었고, 루마니아는 페르난두 산투스가 취임하고서의 18번째 경기에서 그리스 국가대표팀 감독직을 맡은 이래 처음으로 패배를 안겼다. 그리스는 그 전에 1-3으로 패했던 것을 유리한 결과로 바꾸어 놓았는데, 각각 1골씩 원터치 패스와 마무리로 성공시켰다. 콘스탄티노스 미트로글루는 그리스가 득점한 4골 중 3골을 성공시키며 결승골을 득점하지는 못했으나, 그리스에게 합계 4-2의 플레이오프전 승리를 가져다 주었다. 디미트리스 살핑기디스는 피레아스에서 열린 경기에서 쐐기골을 뽑아내었고, 부쿠레슈티에서의 2차전은 1-1 무승부로 종료되었다.

#### C조

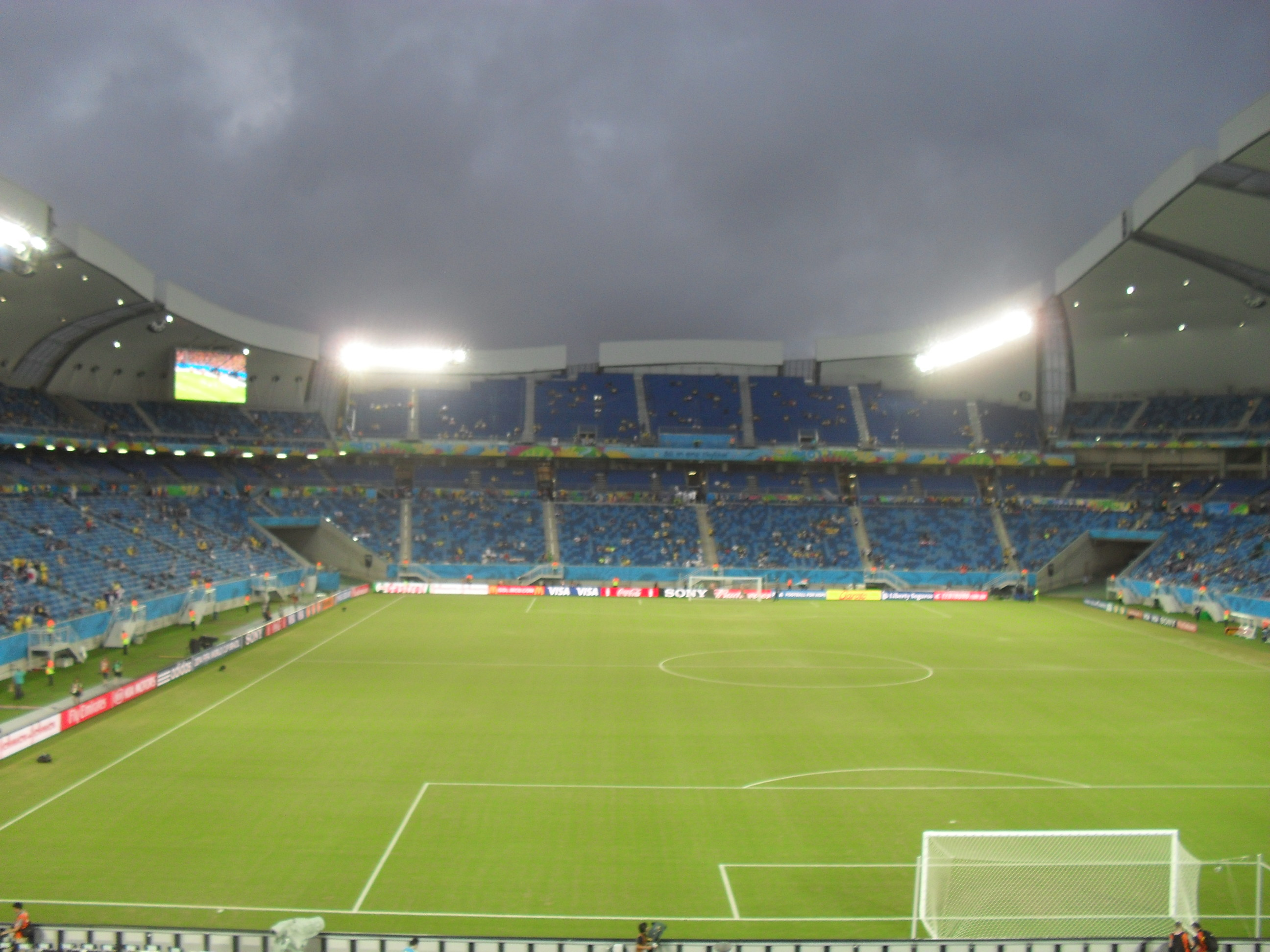
일본 vs 그리스 경기 이전의 아레나 다스 두나스

아라카주는 브라질에서 열리는 대회 기간 동안 그리스 국가대표팀이 머물 베이스캠프로 선정되었다. 그리스는 콜롬비아, 코트디부아르, 그리고 일본과 C조에 편성되었고, 결국 그리스는 2년 전 UEFA 유로 2012 때와 비슷한 대회 경험을 겪게 되었다. 그리스는 콜롬비아와의 1차전에서 상대의 열성적인 팬들이 원정 경기와 같은 환경을 조성하는 가운데 일찌감치 실점하여 0-1로 끌려갔다. 역사적으로 비슷했던 패턴을 따라, 그리스는 약체로써 경기에 임하면서 생존에 성공했다. 파나요티스 코네는 콜롬비아가 5분 선제골을 넣은지 1분만에 동점골을 넣을 뻔 했으나, 살짝 빗나갔다. 63분에 0-2로 끌려가면서, 테오파니스 게카스가 크로스를 받아 그리스 최고의 골찬스에서 헤딩을 시도했으나, 크로스바에서 5.5미터 튕겨나갔다. 콜롬비아는 경기에서 더 예리한 골 결정력을 가졌다는 것을 증명했는데, 유럽팀을 상대로 비슷한 횟수의 슈팅을 기록하고, 점유율에서 그리스보다 조금 더 많이 가져갔으나, 3-0으로 압도했다. 탈락 위기에서 벗어나기 위해, 그리스는 같은 시점에 C조 하위로 처진 일본과의 2차전에서 최소한 1점을 확보해야 했다. 그러나, 주장 코스타스 카추라니스가 2차례의 잘못된 슬라이드 태클로 경고를 두 장 받아 38분만에 그리스는 10명이서 싸우게 되면서 목표달성이 어려워졌다. 8명의 필드 위에 있는 그리스 선수들은 2012년에 폴란드전에서 그랬던 것처럼 또다시 버텨야 했으나, 돌파구를 찾지 못하였다. 일본이 대체로 경기를 점유했으나 근거리에서 엉성한 마무리로 득점 기회를 날리면서 그리스와 나란히 1점을 가져갔다. 1차례의 무승부로, 그리스는 코트디부아르와의 조별 리그 최종전에서 승리해야 역사상 최초의 16강에 진출할 수 있게 되었다. UEFA 유로 2012 당시 러시아와의 조별 리그 최종전 시나리오와 다르게, 그리스는 앞으로 나가 코트디부아르를 상대로 저돌적으로 경기했다. 중원의 파나요티스 코네가 초반에 부상 당하면서, 올림피아코스의 신예 미드필더 안드레아스 사마리스가 투입되었고, 그는 코트디부아르의 백패스 실수를 이용해 첫 국제경기 득점에 성공했다. 윌프리드 보니 스완지 시티 스트라이커가 73분에 코트디부아르의 동점골을 넣어 승부를 원점으로 돌렸다. 코트디부아르는 즉시 그리스의 수비적인 전술에 적응하였으나, 경기 끝까지 버텨내지 못했다. 인저리 타임 1분 경과 후, 지오바니 시오 코트디부아르 스트라이커가 요르기오스 사마라스의 슛을 코트디부아르 페널티 박스 뒷쪽에서 막았고, 그에 따라 사마라스가 경기 종료 30초를 남기고 그리스의 페널티킥을 찼으며, 그리스를 광란에 빠지게 할 승리를 안겼다.

#### 2014년 FIFA 월드컵 16강전
C조 2위 그리스는 D조에서 전 월드컵 우승팀들인 우루과이, 이탈리아, 그리고 잉글랜드를 너머 처음으로 이변의 월드컵 본선 1위를 차지한 코스타리카를 상대했다. 0-1로 끌려갔으나, 코스타리카의 오스카르 두아르테가 경고 누적로 퇴장을 당해 경기를 점유한 그리스는 소크라티스 파파스타토풀로스가 경기 종료 10초를 남기고 동점골을 넣으면서 경기를 연장전으로 끌고 갔다. 이 골은 케일러 나바스 코스타리카 골키퍼가 대회 본선의 오픈 플레이에서 실점한 유일한 골이었다. 나바스는 완고한 자세로 테오파니스 게카스의 승부차기 시도를 포함해 그리스가 잡은 골찬스를 30분 남은 연장전 기간 동안 무화시켰다.  코스타리카는 그리스에게 승부차기에서 5-3으로 이기며 그리스의 첫 결선 토너먼트전 승리를 막고, 자국의 첫 월드컵 결선 토너먼트전 승리를 쟁취했다.

## 경기장

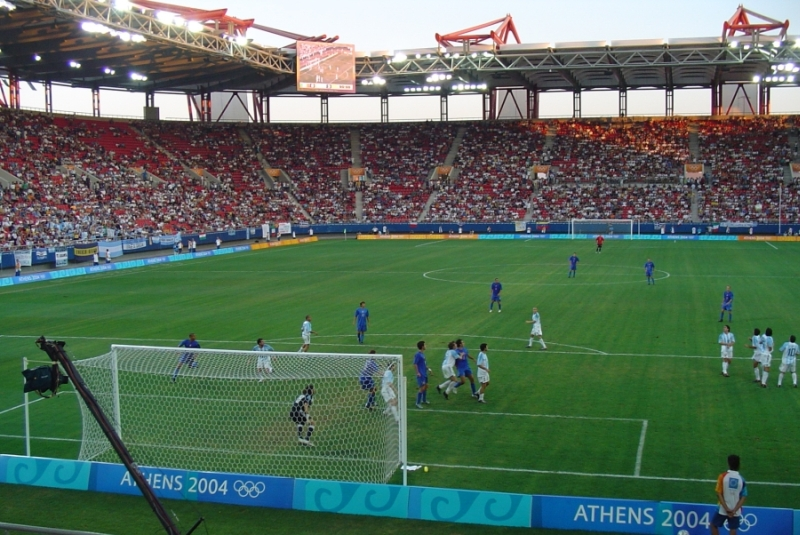
피레아스의 카라이스카키스 스타디움은 2004년을 기점으로 그리스 국가대표팀의 홈구장이다.

전통적으로, 그리스는 홈경기를 주로 아테네에 위치한 여러 다른 경기장에서 치렀으나, 전국의 여러 다른 도시에서도 경기를 했었다. 현재 그리스 국가대표팀의 홈구장은 피레아스의 카라이스카키스 스타디움으로, 2004년 리모델링 이후로 현재까지 사용되고 있다.
1929년 첫 국제경기 이래, 33년간 그리스는 아포스톨로스 니콜라이디스 경기장에서 홈경기를 치렀었다. 이 경기장 바깥에서 치른 첫 홈경기는 1962년 니코스 구마스 경기장에서의 경기였고, 카라이스카키스 스타디움은 1964년에 리모델링이 끝나고서 처음으로 홈경기를 유치했다. 1966년, 테살로니키의 카프탄조글리오 경기장은 홈경기를 유치한 아테네 외 지역의 첫 경기장이 되었다. 그 이후로, 홈 경기가 열리는 경기장은 1980년대 초에 위 경기장들을 번갈아 사용되었고, 같은 시기에 테살로니키의 툼바 경기장과 하릴라우 경기장 등의 새 경기장도 각각 1975년과 1977년에 국가대표팀 경기를 처음으로 유치했고, 1976년에는 파트라스의 파나하이키 경기장과 카발라의 카발라 경기장에서 경기를 치러, 두 주요도시 외의 경기장에서 처음 치르게 되었다. 1982년, 게오르요스 카마라스 경기장은 국가대표팀 홈경기를 치른 경기장 목록에 이름을 올렸고, 이 경기장은 국가대표팀 홈경기를 열은 세 주요 경기장을 제외한 아테네의 최초 경기장으로 기록되었다.
1982년 12월 1일, 새로 지어진 스피로스 루이스 경기장은 현재까지 국내 최대의 경기장으로, 1980년대와 1990년대에 처음으로 여러 차례 주 홈경기 경기장으로 사용되었다. 한편, 다수의 경기가 이전에 국가대표팀 경기를 치렀던 기존의 경기장과 전국의 새 지방 도시 경기장에서 열렸고, 이를 스피로스 루이스 경기장이 거의 사용되지 않은 2000년대까지 이어갔다. 2004년을 기점으로, 국가대표팀은 카라이스카키스 스타디움을 주 홈구장으로 사용하며, 몇몇 그리스의 경기는 다른 경기장에서 열리기도 했다.

## 유니폼
그리스의 유니폼 고유색은 청색과 백색으로, 그리스 국기의 색깔에서 따왔다. 비록 청색이 초창기부터 홈 유니폼으로 사용되었으나, UEFA 유로 2004 우승을 기점으로, 홈 유니폼 색상은 백색으로 변경되었다. 근래, 그리스는 백색 상의, 하의, 양말의 유니폼을 착용하거나, 올 청색의 유니폼을 착용한다. 그 전에, 청색 백색 줄무늬 유니폼 상의와 백색 혹은 청색의 하의가 사용되었다. 한편, 그리스의 유니폼들 중에는 줄무늬, 십자가 등의 무늬가 새겨진 것들도 존재하며, 다른 톤의 청색도 존재한다.
2013년 4월 10일, 그리스 축구 협회는 미국의 스포츠 용품 제작사이자 현 유니폼 제공 업체인 나이키와의 계약 체결을 발표했고, 2013년 6월 7일 리투아니아 원정 경기에서 새 유니폼을 입고 첫 경기를 치렀다. 2014년 3월 4일, 그리스가 2014년 FIFA 월드컵에서 사용하게 될 새 유니폼이 공개되었다.
나이키와의 계약 전에 그리스는 아디다스 (2003-2013), 로토 (1998-2001), 르꼬끄 스포르티브 (2001-2003), 디아도라 (1992-1998), 푸마 (-1990), 그리고 아식스 (UEFA 유로 1980) 등이 있었다. 2013년 6월 7일을 기점으로 나이키가 그리스 국가대표팀과 스폰서 계약을 체결했다.

### 유니폼 제조회사
| 유니폼 제조회사   | 기간      |
| ----------------- | --------- |
| 아식스            | 1980–1981 |
| 푸마              | 1982–1987 |
| 아디다스          | 1988      |
| 아식스            | 1989–1991 |
| 디아도라          | 1991–1998 |
| 로토              | 1998–2001 |
| 르꼬끄 스포르티브 | 2001–2003 |
| 아디다스          | 2003–2013 |
| 나이키            | 2013–현재 |

### 유니폼 변천사

#### 홈
| 1920년대 | 1929년 | 1970년대 | 1979년 | 유로 1980 | 1982년–1984년 |

| 1987년–1989년 | 1989년 | 1992년–1993년 | 1994년 월드컵 | 1998년 | 2000년 |

| 유로 2004 | 2006년–2007년 | 유로 2008 | 2010년 월드컵 | 유로 2012 | 2014년 월드컵 |

#### 원정
| 1994년 월드컵 | 1998년 | 2000년 | 유로 2004 | 2006년–2007년 | 유로 2008 |

| 2010년 월드컵 | 유로 2012 | 2014년 월드컵 |

## 별칭

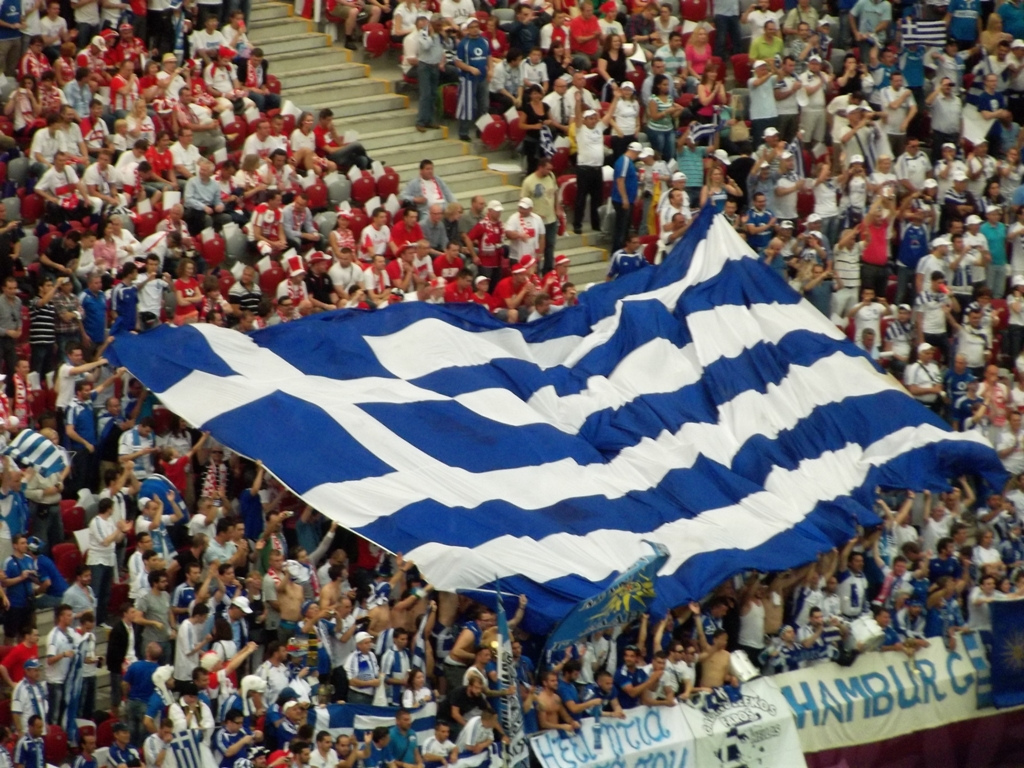
그리스 국기를 들고 있는 팬들.

전통적으로, 그리스 대표팀은 언론과 그리스인들로부터 단순히 Εθνική (국대) 로 불리며, '국가의'라는 뜻을 가지고 있다. 또한, 그리스 국기와 유니폼 색깔에 빗대어 Η Γαλανόλευκη (천청-백색)으로 불리기도 한다. 두 별칭 모두 다른 종목의 국가대표팀에도 사용되는 별칭이다.
그리스와 개최국 포르투갈 간의 개막전을 앞두고 열린 UEFA 유로 2004의 개막식에서, 포르투갈 탐험대를 상징하는 16세기 선박의 모형이 나왔다. 그리스의 라디오 스포츠 기자 게오르요스 헬라키스는 개막전을 중계하면서 "포르투갈 국가대표팀이 저 선박에서 나왔으니, 우리는 해적이 되어 승리를 빼앗을 시간이 왔다."라고 평했다. 결국, 그리스는 개최국을 꺾고 Πειρατικό (해적선)이라는 새로운 별명이 붙었고, 대회에서 승리할 때마다 반복 언급되었다. 특히 그리스가 결승전에서 포르투갈을 꺾자, 그리스가 유럽의 왕으로 즉위하는 대관식에서 새 별칭으로 자리잡았다.

## 국제대회 기록

### FIFA 월드컵
| FIFA 월드컵 본선 기록 | FIFA 월드컵 본선 기록        | FIFA 월드컵 본선 기록        | FIFA 월드컵 본선 기록        | FIFA 월드컵 본선 기록        | FIFA 월드컵 본선 기록        | FIFA 월드컵 본선 기록        | FIFA 월드컵 본선 기록        | FIFA 월드컵 본선 기록        | FIFA 월드컵 본선 기록        | FIFA 월드컵 예선 기록                    | FIFA 월드컵 예선 기록                    | FIFA 월드컵 예선 기록                    | FIFA 월드컵 예선 기록                    | FIFA 월드컵 예선 기록                    | FIFA 월드컵 예선 기록                    | FIFA 월드컵 예선 기록                    |
| 년도                  | 결과                         | 순위                         | 경기                         | 승                           | 무*                          | 패                           | 득점                         | 실점                         | 승점                         | 경기                                     | 승                                       | 무*                                      | 패                                       | 득점                                     | 실점                                     | 승점                                     |
| --------------------- | ---------------------------- | ---------------------------- | ---------------------------- | ---------------------------- | ---------------------------- | ---------------------------- | ---------------------------- | ---------------------------- | ---------------------------- | ---------------------------------------- | ---------------------------------------- | ---------------------------------------- | ---------------------------------------- | ---------------------------------------- | ---------------------------------------- | ---------------------------------------- |
| 1930년                | 불참                         | 불참                         | 불참                         | 불참                         | 불참                         | 불참                         | 불참                         | 불참                         | 불참                         | 불참                                     | 불참                                     | 불참                                     | 불참                                     | 불참                                     | 불참                                     | 불참                                     |
| 1934년                | 예선 탈락                    | 예선 탈락                    | 예선 탈락                    | 예선 탈락                    | 예선 탈락                    | 예선 탈락                    | 예선 탈락                    | 예선 탈락                    | 예선 탈락                    | 1                                        | 0                                        | 0                                        | 1                                        | 0                                        | 4                                        | 0                                        |
| 1938년                | 예선 탈락                    | 예선 탈락                    | 예선 탈락                    | 예선 탈락                    | 예선 탈락                    | 예선 탈락                    | 예선 탈락                    | 예선 탈락                    | 예선 탈락                    | 3                                        | 2                                        | 0                                        | 1                                        | 5                                        | 12                                       | 6                                        |
| 1950년                | 불참                         | 불참                         | 불참                         | 불참                         | 불참                         | 불참                         | 불참                         | 불참                         | 불참                         | 불참                                     | 불참                                     | 불참                                     | 불참                                     | 불참                                     | 불참                                     | 불참                                     |
| 1954년                | 예선 탈락                    | 예선 탈락                    | 예선 탈락                    | 예선 탈락                    | 예선 탈락                    | 예선 탈락                    | 예선 탈락                    | 예선 탈락                    | 예선 탈락                    | 4                                        | 2                                        | 0                                        | 2                                        | 3                                        | 2                                        | 6                                        |
| 1958년                | 예선 탈락                    | 예선 탈락                    | 예선 탈락                    | 예선 탈락                    | 예선 탈락                    | 예선 탈락                    | 예선 탈락                    | 예선 탈락                    | 예선 탈락                    | 4                                        | 0                                        | 1                                        | 3                                        | 2                                        | 9                                        | 1                                        |
| 1962년                | 예선 탈락                    | 예선 탈락                    | 예선 탈락                    | 예선 탈락                    | 예선 탈락                    | 예선 탈락                    | 예선 탈락                    | 예선 탈락                    | 예선 탈락                    | 4                                        | 1                                        | 0                                        | 3                                        | 3                                        | 8                                        | 3                                        |
| 1966년                | 예선 탈락                    | 예선 탈락                    | 예선 탈락                    | 예선 탈락                    | 예선 탈락                    | 예선 탈락                    | 예선 탈락                    | 예선 탈락                    | 예선 탈락                    | 6                                        | 2                                        | 1                                        | 3                                        | 10                                       | 14                                       | 7                                        |
| 1970년                | 예선 탈락                    | 예선 탈락                    | 예선 탈락                    | 예선 탈락                    | 예선 탈락                    | 예선 탈락                    | 예선 탈락                    | 예선 탈락                    | 예선 탈락                    | 6                                        | 2                                        | 3                                        | 1                                        | 13                                       | 9                                        | 9                                        |
| 1974년                | 예선 탈락                    | 예선 탈락                    | 예선 탈락                    | 예선 탈락                    | 예선 탈락                    | 예선 탈락                    | 예선 탈락                    | 예선 탈락                    | 예선 탈락                    | 4                                        | 0                                        | 0                                        | 4                                        | 5                                        | 11                                       | 0                                        |
| 1978년                | 예선 탈락                    | 예선 탈락                    | 예선 탈락                    | 예선 탈락                    | 예선 탈락                    | 예선 탈락                    | 예선 탈락                    | 예선 탈락                    | 예선 탈락                    | 4                                        | 1                                        | 1                                        | 2                                        | 2                                        | 6                                        | 4                                        |
| 1982년                | 예선 탈락                    | 예선 탈락                    | 예선 탈락                    | 예선 탈락                    | 예선 탈락                    | 예선 탈락                    | 예선 탈락                    | 예선 탈락                    | 예선 탈락                    | 8                                        | 3                                        | 1                                        | 4                                        | 10                                       | 13                                       | 10                                       |
| 1986년                | 예선 탈락                    | 예선 탈락                    | 예선 탈락                    | 예선 탈락                    | 예선 탈락                    | 예선 탈락                    | 예선 탈락                    | 예선 탈락                    | 예선 탈락                    | 6                                        | 1                                        | 2                                        | 3                                        | 5                                        | 10                                       | 5                                        |
| 1990년                | 예선 탈락                    | 예선 탈락                    | 예선 탈락                    | 예선 탈락                    | 예선 탈락                    | 예선 탈락                    | 예선 탈락                    | 예선 탈락                    | 예선 탈락                    | 6                                        | 1                                        | 2                                        | 3                                        | 3                                        | 15                                       | 5                                        |
| 1994년                | 조별리그                     | 24위                         | 3                            | 0                            | 0                            | 3                            | 0                            | 10                           | 0                            | 8                                        | 6                                        | 2                                        | 0                                        | 10                                       | 2                                        | 20                                       |
| 1998년                | 예선 탈락                    | 예선 탈락                    | 예선 탈락                    | 예선 탈락                    | 예선 탈락                    | 예선 탈락                    | 예선 탈락                    | 예선 탈락                    | 예선 탈락                    | 8                                        | 4                                        | 2                                        | 2                                        | 11                                       | 4                                        | 14                                       |
| 2002년                | 예선 탈락                    | 예선 탈락                    | 예선 탈락                    | 예선 탈락                    | 예선 탈락                    | 예선 탈락                    | 예선 탈락                    | 예선 탈락                    | 예선 탈락                    | 8                                        | 2                                        | 1                                        | 5                                        | 7                                        | 17                                       | 7                                        |
| 2006년                | 예선 탈락                    | 예선 탈락                    | 예선 탈락                    | 예선 탈락                    | 예선 탈락                    | 예선 탈락                    | 예선 탈락                    | 예선 탈락                    | 예선 탈락                    | 12                                       | 6                                        | 3                                        | 3                                        | 15                                       | 9                                        | 21                                       |
| 2010년                | 조별리그                     | 25위                         | 3                            | 1                            | 0                            | 2                            | 2                            | 5                            | 3                            | 12                                       | 7                                        | 3                                        | 2                                        | 21                                       | 10                                       | 24                                       |
| 2014년                | 16강                         | 13위                         | 4                            | 1                            | 2                            | 1                            | 3                            | 5                            | 5                            | 12                                       | 9                                        | 2                                        | 1                                        | 16                                       | 6                                        | 29                                       |
| 2018년                | 예선 탈락                    | 예선 탈락                    | 예선 탈락                    | 예선 탈락                    | 예선 탈락                    | 예선 탈락                    | 예선 탈락                    | 예선 탈락                    | 예선 탈락                    | 12                                       | 5                                        | 5                                        | 2                                        | 18                                       | 10                                       | 20                                       |
| 합계                  | 3회 진출(3/21)               | 16강(1회)                    | 10                           | 2                            | 2                            | 6                            | 5                            | 20                           | 8                            | 128                                      | 54                                       | 29                                       | 45                                       | 159                                      | 171                                      | 191                                      |
| 순위                  | FIFA 월드컵 역대 순위 : 52위 | FIFA 월드컵 역대 순위 : 52위 | FIFA 월드컵 역대 순위 : 52위 | FIFA 월드컵 역대 순위 : 52위 | FIFA 월드컵 역대 순위 : 52위 | FIFA 월드컵 역대 순위 : 52위 | FIFA 월드컵 역대 순위 : 52위 | FIFA 월드컵 역대 순위 : 52위 | FIFA 월드컵 역대 순위 : 52위 | 월드컵 예선 승점 순위 : 43위 (유럽 22위) | 월드컵 예선 승점 순위 : 43위 (유럽 22위) | 월드컵 예선 승점 순위 : 43위 (유럽 22위) | 월드컵 예선 승점 순위 : 43위 (유럽 22위) | 월드컵 예선 승점 순위 : 43위 (유럽 22위) | 월드컵 예선 승점 순위 : 43위 (유럽 22위) | 월드컵 예선 승점 순위 : 43위 (유럽 22위) |

* 무승부 횟수는 승부차기로 승부가 결정난 녹아웃 토너먼트 경기도 포함된다.
| 첫 경기          | 아르헨티나 4–0 그리스 · (폭스버러, 미국; 1994년 6월 21일)                                                                       |
| 최다 점수차 승리 | 그리스 2–1 나이지리아 · (블룸폰테인, 남아공; 2010년 6월 17일) · 그리스 2–1 코트디부아르 · (포르탈레자, 브라질; 2014년 6월 24일) |
| 최다 점수차 패배 | 아르헨티나 4–0 그리스 · (폭스버러, 미국; 1994년 6월 21일) · 그리스 0–4 불가리아 · (시카고, 미국; 1994년 6월 26일)               |
| 최고 성적        | 16강 (2014년 FIFA 월드컵) |
| 최악의 성적      | 조별리그 (1994년, 2010년 FIFA 월드컵)                                                                                           |

### UEFA 유럽 축구 선수권 대회

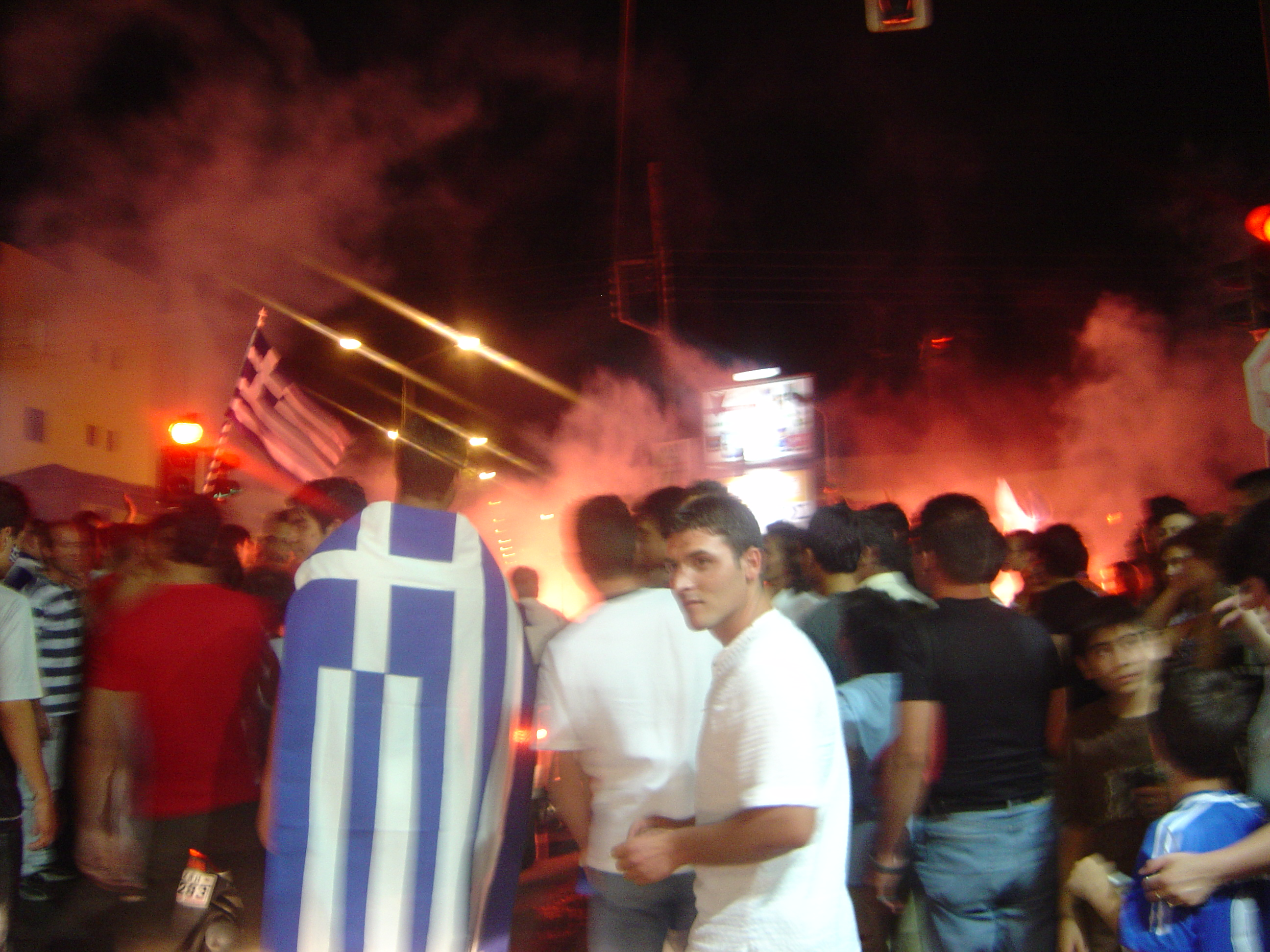
UEFA 유로 2004 우승을 자축하는 그리스 팬들

| UEFA 유로 대회 본선 | UEFA 유로 대회 본선                    | UEFA 유로 대회 본선                    | UEFA 유로 대회 본선                    | UEFA 유로 대회 본선                    | UEFA 유로 대회 본선                    | UEFA 유로 대회 본선                    | UEFA 유로 대회 본선                    | UEFA 유로 대회 본선                    | UEFA 유로 대회 본선                    | UEFA 유로 대회 예선        | UEFA 유로 대회 예선        | UEFA 유로 대회 예선        | UEFA 유로 대회 예선        | UEFA 유로 대회 예선        | UEFA 유로 대회 예선        | UEFA 유로 대회 예선        |
| 년도                | 결과                                   | 순위                                   | 경기                                   | 승                                     | 무*                                    | 패                                     | 득점                                   | 실점                                   | 승점                                   | 경기                       | 승                         | 무*                        | 패                         | 득점                       | 실점                       | 승점                       |
| ------------------- | -------------------------------------- | -------------------------------------- | -------------------------------------- | -------------------------------------- | -------------------------------------- | -------------------------------------- | -------------------------------------- | -------------------------------------- | -------------------------------------- | -------------------------- | -------------------------- | -------------------------- | -------------------------- | -------------------------- | -------------------------- | -------------------------- |
| 1960년              | 예선 탈락                              | 예선 탈락                              | 예선 탈락                              | 예선 탈락                              | 예선 탈락                              | 예선 탈락                              | 예선 탈락                              | 예선 탈락                              | 예선 탈락                              | 2                          | 0                          | 1                          | 1                          | 2                          | 8                          | 1                          |
| 1964년              | 기권                                   | 기권                                   | 기권                                   | 기권                                   | 기권                                   | 기권                                   | 기권                                   | 기권                                   | 기권                                   | 기권                       | 기권                       | 기권                       | 기권                       | 기권                       | 기권                       | 기권                       |
| 1968년              | 예선 탈락                              | 예선 탈락                              | 예선 탈락                              | 예선 탈락                              | 예선 탈락                              | 예선 탈락                              | 예선 탈락                              | 예선 탈락                              | 예선 탈락                              | 5                          | 2                          | 1                          | 2                          | 7                          | 8                          | 7                          |
| 1972년              | 예선 탈락                              | 예선 탈락                              | 예선 탈락                              | 예선 탈락                              | 예선 탈락                              | 예선 탈락                              | 예선 탈락                              | 예선 탈락                              | 예선 탈락                              | 6                          | 1                          | 1                          | 4                          | 3                          | 8                          | 4                          |
| 1976년              | 예선 탈락                              | 예선 탈락                              | 예선 탈락                              | 예선 탈락                              | 예선 탈락                              | 예선 탈락                              | 예선 탈락                              | 예선 탈락                              | 예선 탈락                              | 6                          | 2                          | 3                          | 1                          | 12                         | 9                          | 9                          |
| 1980년              | 조별리그                               | 8위                                    | 3                                      | 0                                      | 1                                      | 2                                      | 1                                      | 4                                      | 1                                      | 6                          | 3                          | 1                          | 2                          | 13                         | 7                          | 10                         |
| 1984년              | 예선 탈락                              | 예선 탈락                              | 예선 탈락                              | 예선 탈락                              | 예선 탈락                              | 예선 탈락                              | 예선 탈락                              | 예선 탈락                              | 예선 탈락                              | 8                          | 3                          | 2                          | 3                          | 8                          | 10                         | 11                         |
| 1988년              | 예선 탈락                              | 예선 탈락                              | 예선 탈락                              | 예선 탈락                              | 예선 탈락                              | 예선 탈락                              | 예선 탈락                              | 예선 탈락                              | 예선 탈락                              | 8                          | 4                          | 1                          | 3                          | 12                         | 13                         | 13                         |
| 1992년              | 예선 탈락                              | 예선 탈락                              | 예선 탈락                              | 예선 탈락                              | 예선 탈락                              | 예선 탈락                              | 예선 탈락                              | 예선 탈락                              | 예선 탈락                              | 8                          | 3                          | 2                          | 3                          | 11                         | 9                          | 11                         |
| 1996년              | 예선 탈락                              | 예선 탈락                              | 예선 탈락                              | 예선 탈락                              | 예선 탈락                              | 예선 탈락                              | 예선 탈락                              | 예선 탈락                              | 예선 탈락                              | 10                         | 6                          | 0                          | 4                          | 23                         | 9                          | 18                         |
| 2000년              | 예선 탈락                              | 예선 탈락                              | 예선 탈락                              | 예선 탈락                              | 예선 탈락                              | 예선 탈락                              | 예선 탈락                              | 예선 탈락                              | 예선 탈락                              | 10                         | 4                          | 3                          | 3                          | 13                         | 8                          | 15                         |
| 2004년              | 우승                                   | 1위                                    | 6                                      | 4                                      | 1                                      | 1                                      | 7                                      | 4                                      | 13                                     | 8                          | 6                          | 0                          | 2                          | 8                          | 4                          | 18                         |
| 2008년              | 조별리그                               | 16위                                   | 3                                      | 0                                      | 0                                      | 3                                      | 1                                      | 5                                      | 0                                      | 12                         | 10                         | 1                          | 1                          | 25                         | 10                         | 31                         |
| 2012년              | 8강                                    | 7위                                    | 4                                      | 1                                      | 1                                      | 2                                      | 5                                      | 7                                      | 4                                      | 10                         | 7                          | 3                          | 0                          | 14                         | 5                          | 24                         |
| 2016년              | 예선 탈락                              | 예선 탈락                              | 예선 탈락                              | 예선 탈락                              | 예선 탈락                              | 예선 탈락                              | 예선 탈락                              | 예선 탈락                              | 예선 탈락                              | 10                         | 1                          | 3                          | 6                          | 7                          | 14                         | 6                          |
| 2020년              | 예선 탈락                              | 예선 탈락                              | 예선 탈락                              | 예선 탈락                              | 예선 탈락                              | 예선 탈락                              | 예선 탈락                              | 예선 탈락                              | 예선 탈락                              | 10                         | 4                          | 2                          | 4                          | 12                         | 14                         | 14                         |
| 합계                | 4회 진출(4/16)                         | 우승(1회)                              | 16                                     | 5                                      | 3                                      | 8                                      | 14                                     | 20                                     | 18                                     | 119                        | 56                         | 24                         | 39                         | 170                        | 136                        | 192                        |
| 순위                | UEFA 유럽 축구 선수권 대회 순위 : 14위 | UEFA 유럽 축구 선수권 대회 순위 : 14위 | UEFA 유럽 축구 선수권 대회 순위 : 14위 | UEFA 유럽 축구 선수권 대회 순위 : 14위 | UEFA 유럽 축구 선수권 대회 순위 : 14위 | UEFA 유럽 축구 선수권 대회 순위 : 14위 | UEFA 유럽 축구 선수권 대회 순위 : 14위 | UEFA 유럽 축구 선수권 대회 순위 : 14위 | UEFA 유럽 축구 선수권 대회 순위 : 14위 | 유로 예선 승점 순위 : 17위 | 유로 예선 승점 순위 : 17위 | 유로 예선 승점 순위 : 17위 | 유로 예선 승점 순위 : 17위 | 유로 예선 승점 순위 : 17위 | 유로 예선 승점 순위 : 17위 | 유로 예선 승점 순위 : 17위 |

* 무승부 횟수는 승부차기로 승부가 결정난 녹아웃 토너먼트 경기도 포함된다.
| 첫 경기          | 네덜란드 1–0 그리스 · (나폴리, 이탈리아; 1980년 6월 11일) |
| 최다 점수차 승리 | 포르투갈 1–2 그리스 · (포르투, 포르투갈; 2004년 6월 12일) · 포르투갈 0–1 그리스 · (리스본, 포르투갈; 2004년 7월 4일)                                                                  |
| 최다 점수차 패배 | 그리스 1–3 체코슬로바키아 · (로마, 이탈리아; 1980년 6월 14일) · 그리스 0–2 스웨덴 · (잘츠부르크, 오스트리아; 2008년 6월 10일) · 독일 4–2 스웨덴 · (그단스크, 폴란드; 2012년 6월 22일) |
| 최고 성적        | 우승 (UEFA 유로 2004) |
| 최악의 성적      | 조별리그 (UEFA 유로 1980, UEFA 유로 2008) |

### FIFA 컨페더레이션스컵
| FIFA 컨페더레이션스컵 기록 | FIFA 컨페더레이션스컵 기록            | FIFA 컨페더레이션스컵 기록            | FIFA 컨페더레이션스컵 기록            | FIFA 컨페더레이션스컵 기록            | FIFA 컨페더레이션스컵 기록            | FIFA 컨페더레이션스컵 기록            | FIFA 컨페더레이션스컵 기록            | FIFA 컨페더레이션스컵 기록            | FIFA 컨페더레이션스컵 기록            |
| 년도                       | 결과                                  | 순위                                  | 경기                                  | 승                                    | 무*                                   | 패                                    | 득점                                  | 실점                                  | 승점                                  |
| -------------------------- | ------------------------------------- | ------------------------------------- | ------------------------------------- | ------------------------------------- | ------------------------------------- | ------------------------------------- | ------------------------------------- | ------------------------------------- | ------------------------------------- |
| 1992년                     | 진출 실패                             | 진출 실패                             | 진출 실패                             | 진출 실패                             | 진출 실패                             | 진출 실패                             | 진출 실패                             | 진출 실패                             | 진출 실패                             |
| 1995년                     | 진출 실패                             | 진출 실패                             | 진출 실패                             | 진출 실패                             | 진출 실패                             | 진출 실패                             | 진출 실패                             | 진출 실패                             | 진출 실패                             |
| 1997년                     | 진출 실패                             | 진출 실패                             | 진출 실패                             | 진출 실패                             | 진출 실패                             | 진출 실패                             | 진출 실패                             | 진출 실패                             | 진출 실패                             |
| 1999년                     | 진출 실패                             | 진출 실패                             | 진출 실패                             | 진출 실패                             | 진출 실패                             | 진출 실패                             | 진출 실패                             | 진출 실패                             | 진출 실패                             |
| 2001년                     | 진출 실패                             | 진출 실패                             | 진출 실패                             | 진출 실패                             | 진출 실패                             | 진출 실패                             | 진출 실패                             | 진출 실패                             | 진출 실패                             |
| 2003년                     | 진출 실패                             | 진출 실패                             | 진출 실패                             | 진출 실패                             | 진출 실패                             | 진출 실패                             | 진출 실패                             | 진출 실패                             | 진출 실패                             |
| 2005년                     | 조별리그                              | 7위                                   | 3                                     | 0                                     | 1                                     | 2                                     | 0                                     | 4                                     | 1                                     |
| 2009년                     | 진출 실패                             | 진출 실패                             | 진출 실패                             | 진출 실패                             | 진출 실패                             | 진출 실패                             | 진출 실패                             | 진출 실패                             | 진출 실패                             |
| 2013년                     | 진출 실패                             | 진출 실패                             | 진출 실패                             | 진출 실패                             | 진출 실패                             | 진출 실패                             | 진출 실패                             | 진출 실패                             | 진출 실패                             |
| 2017년                     | 진출 실패                             | 진출 실패                             | 진출 실패                             | 진출 실패                             | 진출 실패                             | 진출 실패                             | 진출 실패                             | 진출 실패                             | 진출 실패                             |
| 합계                       | 1회 진출(1/10)                        | 조별리그(1회)                         | 3                                     | 0                                     | 1                                     | 2                                     | 0                                     | 4                                     | 1                                     |
| 순위                       | FIFA 컨페더레이션스컵 역대 순위: 29위 | FIFA 컨페더레이션스컵 역대 순위: 29위 | FIFA 컨페더레이션스컵 역대 순위: 29위 | FIFA 컨페더레이션스컵 역대 순위: 29위 | FIFA 컨페더레이션스컵 역대 순위: 29위 | FIFA 컨페더레이션스컵 역대 순위: 29위 | FIFA 컨페더레이션스컵 역대 순위: 29위 | FIFA 컨페더레이션스컵 역대 순위: 29위 | FIFA 컨페더레이션스컵 역대 순위: 29위 |

* 무승부 횟수는 승부차기로 승부가 결정난 녹아웃 토너먼트 경기도 포함된다.
| 그리스의 FIFA 컨페더레이션스컵 기록 | 그리스의 FIFA 컨페더레이션스컵 기록                     | 그리스의 FIFA 컨페더레이션스컵 기록 | 그리스의 FIFA 컨페더레이션스컵 기록                     | 그리스의 FIFA 컨페더레이션스컵 기록 |
| ----------------------------------- | ------------------------------------------------------- | ----------------------------------- | ------------------------------------------------------- | ----------------------------------- |
| 첫 경기                             | 브라질 3–0 그리스 · (라이프치히, 독일; 2005년 6월 16일) |                                     |                                                         |                                     |
| 최다 점수차 승리                    | \|-                                                     | 최다 점수차 패배                    | 브라질 3–0 그리스 · (라이프치히, 독일; 2005년 6월 16일) |                                     |
| 최고 성적                           | 조별리그 (2005년 FIFA 컨페더레이션스컵)                 |                                     |                                                         |                                     |
| 최악의 성적                         |                                                         |                                     |                                                         |                                     |

### 하계 올림픽
| 올림픽 축구 기록 | 올림픽 축구 기록 | 올림픽 축구 기록 | 올림픽 축구 기록 | 올림픽 축구 기록 | 올림픽 축구 기록 | 올림픽 축구 기록 | 올림픽 축구 기록 | 올림픽 축구 기록 | 올림픽 축구 기록 |
| 년도             | 결과             | 순위             | 경기             | 승               | 무*              | 패               | 득점             | 실점             | 승점             |
| ---------------- | ---------------- | ---------------- | ---------------- | ---------------- | ---------------- | ---------------- | ---------------- | ---------------- | ---------------- |
| 1900년           | 불참             | 불참             | 불참             | 불참             | 불참             | 불참             | 불참             | 불참             | 불참             |
| 1904년           | 불참             | 불참             | 불참             | 불참             | 불참             | 불참             | 불참             | 불참             | 불참             |
| 1908년           | 불참             | 불참             | 불참             | 불참             | 불참             | 불참             | 불참             | 불참             | 불참             |
| 1920년           | 1라운드          | 14위             | 1                | 0                | 0                | 1                | 0                | 9                | 0                |
| 1924년           | 불참             | 불참             | 불참             | 불참             | 불참             | 불참             | 불참             | 불참             | 불참             |
| 1928년           | 불참             | 불참             | 불참             | 불참             | 불참             | 불참             | 불참             | 불참             | 불참             |
| 1936년           | 불참             | 불참             | 불참             | 불참             | 불참             | 불참             | 불참             | 불참             | 불참             |
| 1948년           | 불참             | 불참             | 불참             | 불참             | 불참             | 불참             | 불참             | 불참             | 불참             |
| 1952년           | 예비라운드       | 18위             | 1                | 0                | 0                | 1                | 1                | 2                | 0                |
| 1956년           | 불참             | 불참             | 불참             | 불참             | 불참             | 불참             | 불참             | 불참             | 불참             |
| 1960년           | 진출 실패        | 진출 실패        | 진출 실패        | 진출 실패        | 진출 실패        | 진출 실패        | 진출 실패        | 진출 실패        | 진출 실패        |
| 1964년           | 진출 실패        | 진출 실패        | 진출 실패        | 진출 실패        | 진출 실패        | 진출 실패        | 진출 실패        | 진출 실패        | 진출 실패        |
| 1968년           | 진출 실패        | 진출 실패        | 진출 실패        | 진출 실패        | 진출 실패        | 진출 실패        | 진출 실패        | 진출 실패        | 진출 실패        |
| 1972년           | 진출 실패        | 진출 실패        | 진출 실패        | 진출 실패        | 진출 실패        | 진출 실패        | 진출 실패        | 진출 실패        | 진출 실패        |
| 1976년           | 진출 실패        | 진출 실패        | 진출 실패        | 진출 실패        | 진출 실패        | 진출 실패        | 진출 실패        | 진출 실패        | 진출 실패        |
| 1980년           | 진출 실패        | 진출 실패        | 진출 실패        | 진출 실패        | 진출 실패        | 진출 실패        | 진출 실패        | 진출 실패        | 진출 실패        |
| 1984년           | 진출 실패        | 진출 실패        | 진출 실패        | 진출 실패        | 진출 실패        | 진출 실패        | 진출 실패        | 진출 실패        | 진출 실패        |
| 1988년           | 진출 실패        | 진출 실패        | 진출 실패        | 진출 실패        | 진출 실패        | 진출 실패        | 진출 실패        | 진출 실패        | 진출 실패        |
| 1992년           | 진출 실패        | 진출 실패        | 진출 실패        | 진출 실패        | 진출 실패        | 진출 실패        | 진출 실패        | 진출 실패        | 진출 실패        |
| 1996년           | 진출 실패        | 진출 실패        | 진출 실패        | 진출 실패        | 진출 실패        | 진출 실패        | 진출 실패        | 진출 실패        | 진출 실패        |
| 2000년           | 진출 실패        | 진출 실패        | 진출 실패        | 진출 실패        | 진출 실패        | 진출 실패        | 진출 실패        | 진출 실패        | 진출 실패        |
| 2004년           | 조별리그         | 15위             | 3                | 0                | 1                | 2                | 4                | 7                | 0                |
| 2008년           | 진출 실패        | 진출 실패        | 진출 실패        | 진출 실패        | 진출 실패        | 진출 실패        | 진출 실패        | 진출 실패        | 진출 실패        |
| 2012년           | 진출 실패        | 진출 실패        | 진출 실패        | 진출 실패        | 진출 실패        | 진출 실패        | 진출 실패        | 진출 실패        | 진출 실패        |
| 2016년           | 진출 실패        | 진출 실패        | 진출 실패        | 진출 실패        | 진출 실패        | 진출 실패        | 진출 실패        | 진출 실패        | 진출 실패        |
| 합계             | 3회 진출(3/26)   | 1라운드(3회)     | 5                | 0                | 1                | 4                | 5                | 18               | 1                |

### 지중해 게임
| 지중해 게임 기록 | 지중해 게임 기록 | 지중해 게임 기록 | 지중해 게임 기록 | 지중해 게임 기록 | 지중해 게임 기록 | 지중해 게임 기록 | 지중해 게임 기록 | 지중해 게임 기록 | 지중해 게임 기록 |
| 년도             | 결과             | 순위             | 경기             | 승               | 무*              | 패               | 득점             | 실점             | 승점             |
| ---------------- | ---------------- | ---------------- | ---------------- | ---------------- | ---------------- | ---------------- | ---------------- | ---------------- | ---------------- |
| 1951년           | 금메달           | 우승             | 2                | 2                | 0                | 0                | 6                | 0                | 6                |
| 1955년           | 진출 실패        | 진출 실패        | 진출 실패        | 진출 실패        | 진출 실패        | 진출 실패        | 진출 실패        | 진출 실패        | 진출 실패        |
| 1959년           | 진출 실패        | 진출 실패        | 진출 실패        | 진출 실패        | 진출 실패        | 진출 실패        | 진출 실패        | 진출 실패        | 진출 실패        |
| 1963년           | 진출 실패        | 진출 실패        | 진출 실패        | 진출 실패        | 진출 실패        | 진출 실패        | 진출 실패        | 진출 실패        | 진출 실패        |
| 1967년           | 진출 실패        | 진출 실패        | 진출 실패        | 진출 실패        | 진출 실패        | 진출 실패        | 진출 실패        | 진출 실패        | 진출 실패        |
| 1971년           | 조별리그         | 6위              | 3                | 0                | 1                | 2                | 2                | 9                | 1                |
| 1975년           | 조별리그         | 9위              | 4                | 0                | 0                | 4                | 3                | 13               | 0                |
| 1979년           | 4강              | 4위              | 5                | 1                | 1                | 3                | 8                | 12               | 4                |
| 1983년           | 조별리그         | 5위              | 2                | 1                | 1                | 0                | 2                | 1                | 4                |
| 1987년           | 4강              | 4위              | 5                | 2                | 1                | 2                | 3                | 3                | 7                |
| 1991년           | 금메달           | 우승             | 4                | 4                | 0                | 0                | 13               | 2                | 12               |
| 1993년           | 조별리그         | 5위              | 2                | 1                | 0                | 1                | 4                | 5                | 3                |
| 1997년           | 동메달           | 3위              | 4                | 3                | 0                | 1                | 8                | 2                | 9                |
| 2001년           | 조별리그         | 6위              | 2                | 1                | 0                | 1                | 2                | 2                | 3                |
| 2005년           | 8강              | 8위              | 3                | 0                | 1                | 2                | 1                | 3                | 1                |
| 2009년           | 조별리그         | 5위              | 4                | 2                | 1                | 1                | 8                | 5                | 7                |
| 2013년           | 진출 실패        | 진출 실패        | 진출 실패        | 진출 실패        | 진출 실패        | 진출 실패        | 진출 실패        | 진출 실패        | 진출 실패        |
| 2018년           |                  |                  |                  |                  |                  |                  |                  |                  |                  |
| 합계             | 12회 진출(12/17) | 금메달(2회)      | 40               | 17               | 6                | 17               | 60               | 57               | 57               |

## 수상
- UEFA 유럽 축구 선수권 대회: 2004

## 선수

### 현재 선수
- 출장 수와 골 수는 2022년 6월 2일  북아일랜드전 이후 기준이다.

| 1  | GK | 오디세아스 블라초디모스   | 1994년 4월 26일(30세)  | 24 | 0 | 벤피카            |  |  |
| 12 | GK | 알렉산드로스 파스할라키스 | 1989년 7월 28일(35세)  | 3  | 0 | PAOK              |  |  |
| 13 | GK | 요르고스 아타나시아디스   | 1993년 4월 7일(31세)   | 0  | 0 | 셰리프 티라스폴   |  |  |
|    | GK | 소크라티스 디우디스       | 1993년 2월 3일(32세)   | 2  | 0 | 파나티나이코스    |  |  |
|    |    |                           |                        |    |   |                   |  |  |
| 2  | DF | 조지 볼독                 | 1993년 3월 9일(32세)   | 1  | 0 | 셰필드 유나이티드 |  |  |
| 3  | DF | 예오르요스 차벨라스       | 1987년 11월 26일(37세) | 46 | 3 | AEK 아테네        |  |  |
| 4  | DF | 콘스탄티노스 마브로파노스 | 1997년 12월 11일(27세) | 10 | 0 | VfB 슈투트가르트  |  |  |
| 15 | DF | 라자로스 로타             | 1997년 8월 23일(27세)  | 4  | 0 | AEK 아테네        |  |  |
| 17 | DF | 판텔리스 하치디아코스     | 1997년 1월 18일(28세)  | 16 | 0 | AZ                |  |  |
| 21 | DF | 코스타스 치미카스         | 1996년 5월 12일(28세)  | 19 | 0 | 리버풀            |  |  |
| 22 | DF | 디미트리스 야눌리스       | 1995년 10월 17일(29세) | 18 | 0 | 노리치 시티       |  |  |
|    | DF | 야니스 코치라스           | 1992년 12월 16일(32세) | 2  | 0 | 파나티나이코스    |  |  |
|    | DF | 디미트리스 구타스         | 1994년 4월 4일(31세)   | 2  | 0 | 시바스스포르      |  |  |
|    |    |                           |                        |    |   |                   |  |  |
| 5  | MF | 안드레아스 부할라키스     | 1993년 4월 5일(32세)   | 29 | 1 | 올림피아코스      |  |  |
| 6  | MF | 디미트리스 쿠르벨리스     | 1993년 11월 2일(31세)  | 24 | 1 | 파나티나이코스    |  |  |
| 8  | MF | 소티리스 알렉산드로풀로스 | 2001년 11월 26일(23세) | 3  | 0 | 파나티나이코스    |  |  |
| 14 | MF | 야니스 파파니콜라우       | 1998년 11월 18일(26세) | 0  | 0 | 라쿠프 쳉스토호바 |  |  |
| 20 | MF | 페트로스 만탈로스         | 1991년 8월 31일(33세)  | 44 | 4 | AEK 아테네        |  |  |
| 23 | MF | 마놀리스 시오피스         | 1994년 5월 14일(30세)  | 16 | 0 | 트라브존스포르    |  |  |
|    |    |                           |                        |    |   |                   |  |  |
| 7  | FW | 타소스 하치요바니스       | 1997년 5월 31일(27세)  | 5  | 0 | 앙카라귀쥐        |  |  |
| 9  | FW | 타소스 두비카스           | 1999년 8월 2일(25세)   | 9  | 1 | 위트레흐트        |  |  |
| 10 | FW | 흐리스토스 촐리스         | 2002년 1월 30일(23세)  | 13 | 1 | 노리치 시티       |  |  |
| 11 | FW | 타소스 바카세타스 (주장)  | 1993년 6월 28일(31세)  | 46 | 6 | 트라브존스포르    |  |  |
| 16 | FW | 반젤리스 파블리디스       | 1998년 11월 21일(26세) | 24 | 5 | AZ                |  |  |
| 18 | FW | 디미트리스 림니오스       | 1998년 5월 27일(26세)  | 21 | 2 | 트벤터            |  |  |
| 19 | FW | 요르고스 야쿠마키스       | 1994년 12월 9일(30세)  | 9  | 1 | 셀틱              |  |  |
|    | FW | 요르고스 마수라스         | 1994년 1월 1일(31세)   | 23 | 3 | 올림피아코스      |  |  |

### 최근 차출된 선수
아래 명단은 최근 12개월 사이에 차출된 현역 그리스 대표팀 선수 명단이다.
| DF | 레프테리스 리라치스     | 2000년 2월 22일(25세)  | 1  | 0 | PAOK                | 2022년 3월 28일, 몬테네그로전 |  |  |
| DF | 요르고스 키리아코풀로스 | 1996년 2월 5일(29세)   | 5  | 0 | 사수올로            | 2022년 3월 28일, 몬테네그로전 |  |  |
| DF | 디미트리스 니콜라우     | 1998년 8월 13일(26세)  | 1  | 0 | 스페치아            | 2022년 3월 28일, 몬테네그로전 |  |  |
| DF | 마놀리스 살리아카스     | 1996년 9월 11일(28세)  | 2  | 0 | 장크트파울리        | 2021년 11월 14일, 코소보전    |  |  |
| DF | 시모스 미토글루         | 1999년 10월 20일(25세) | 0  | 0 | AEK 아테네          | 2021년 11월 14일, 코소보전    |  |  |
| DF | 레오나르도 쿠트리스     | 1995년 7월 29일(29세)  | 7  | 0 | 포르투나 뒤셀도르프 | 2021년 10월 12일, 스웨덴전    |  |  |
| DF | 아킬레아스 푼구라스     | 1995년 12월 13일(29세) | 0  | 0 | 파나티나이코스      | 2021년 10월 12일, 스웨덴전    |  |  |
| DF | 코스타스 스타필리디스   | 1993년 12월 2일(31세)  | 32 | 2 | VfL 보훔            | 2021년 10월 9일, 조지아전     |  |  |
| DF | 키리아코스 파파도풀로스 | 1992년 2월 23일(33세)  | 35 | 4 | 아트로미토스        | 2021년 9월 8일, 스웨덴전      |  |  |
| DF | 파나요티스 레초스       | 1998년 8월 9일(26세)   | 5  | 0 | 엘라스 베로나       | 2021년 9월 8일, 스웨덴전      |  |  |
|    |                         |                        |    |   |                     |                               |  |  |
| MF | 디미트리스 펠카스       | 1993년 10월 26일(31세) | 26 | 1 | 페네르바흐체        | 2022년 3월 28일, 몬테네그로전 |  |  |
| MF | 흐리스토스 쿠르팔리디스 | 2002년 11월 11일(22세) | 0  | 0 | 칼리아리            | 2022년 3월 28일, 몬테네그로전 |  |  |
| MF | 마리오스 브루사이       | 1998년 7월 2일(26세)   | 5  | 0 | 올림피아코스        | 2021년 11월 14일, 코소보전    |  |  |
| MF | 타나시스 안드루초스     | 1997년 5월 6일(27세)   | 10 | 1 | 올림피아코스        | 2021년 11월 14일, 코소보전    |  |  |
| MF | 제카                    | 1988년 8월 31일(36세)  | 33 | 2 | 코펜하겐            | 2021년 9월 8일, 스웨덴전      |  |  |
|    |                         |                        |    |   |                     |                               |  |  |
| FW | 에프티미스 쿨루리스     | 1996년 3월 6일(29세)   | 18 | 0 | 아트로미토스        | 2022년 3월 28일, 몬테네그로전 |  |  |
| FW | 탁시아르히스 푼타스     | 1995년 9월 4일(29세)   | 8  | 0 | D.C. 유나이티드     | 2022년 9월 8일, 스웨덴전      |  |  |

### 역대 국제대회 스쿼드
| FIFA 월드컵 스쿼드 - 1994년 FIFA 월드컵 스쿼드 - 2010년 FIFA 월드컵 스쿼드 - 2014년 FIFA 월드컵 스쿼드 | UEFA 유럽 축구 선수권 대회 스쿼드 - UEFA 유로 1980 스쿼드 - UEFA 유로 2004 스쿼드 - UEFA 유로 2008 스쿼드 - UEFA 유로 2012 스쿼드 | FIFA 컨페더레이션스컵 스쿼드 - 2005년 FIFA 컨페더레이션스컵 스쿼드 |

## 역대 감독
| 감독                  | 임기        |
| --------------------- | ----------- |
| 빌리 빙엄             | 1971 ~ 1973 |
| 알케타스 파나굴리아스 | 1973 ~ 1976 |
| 알케타스 파나굴리아스 | 1977 ~ 1981 |
| 알케타스 파나굴리아스 | 1992 ~ 1994 |
| 안겔 이오르더네스쿠   | 1998 ~ 1999 |
| 오토 레하겔           | 2001 ~ 2010 |
| 페르난두 산투스       | 2010 ~ 2014 |
| 클라우디오 라니에리   | 2014        |
| 세르히오 마르카리안   | 2015        |
| 미하엘 스키베         | 2015 ~ 2018 |
| 욘 판 어트 스히프     | 2019 ~ 2021 |
| 구스타보 포예트       | 2022 ~ 2024 |

## 기록 및 통계

### 최다 출장 기록

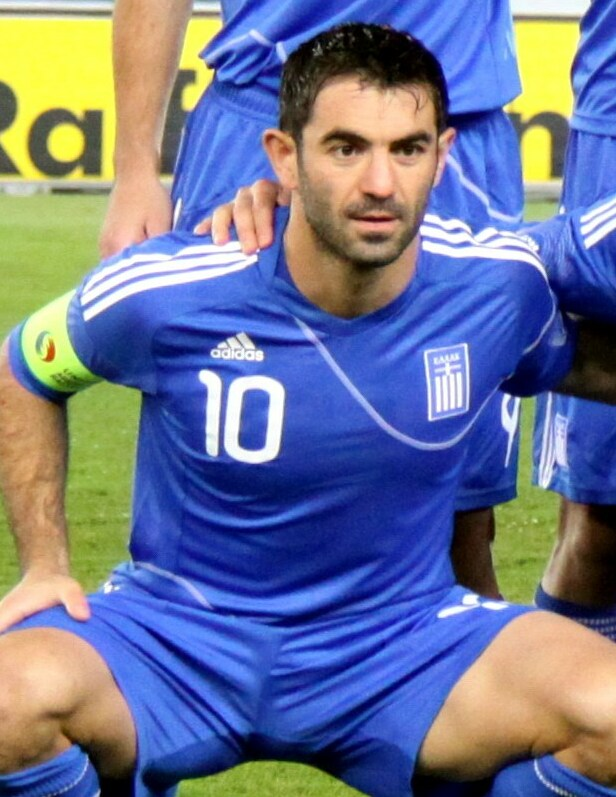
그리스의 간판 미드필더이자 전 주장인 요르기오스 카라구니스는 139번 국제경기에 출전해 역대 최다 출장 기록을 보유하고 있다.

2022년 6월 2일 기준
| #  | 이름                        | 경력      | 출장 | 골 | 포지션 |
| -- | --------------------------- | --------- | ---- | -- | ------ |
| 1  | 요르기오스 카라구니스       | 1999–2014 | 139  | 10 | MF     |
| 2  | 테오도로스 자고라키스       | 1994–2007 | 120  | 3  | MF     |
| 3  | 코스타스 카추라니스         | 2003–2015 | 116  | 10 | MF     |
| 4  | 바실리스 토로시디스         | 2007–2019 | 101  | 10 | DF     |
| 5  | 앙겔로스 바시나스           | 1999–2009 | 100  | 7  | MF     |
| 6  | 스트라토스 아포스톨라키스   | 1986–1998 | 96   | 5  | DF     |
| 7  | 안토니오스 니코폴리디스     | 1999–2008 | 90   | 0  | GK     |
| 7  | 소크라티스 파파스타토풀로스 | 2008–     | 90   | 3  | DF     |
| 9  | 앙겔로스 하리스테아스       | 2001–2011 | 88   | 25 | FW     |
| 10 | 디미트리스 살핑기디스       | 2005–2014 | 82   | 13 | FW     |

### 최다 득점 기록

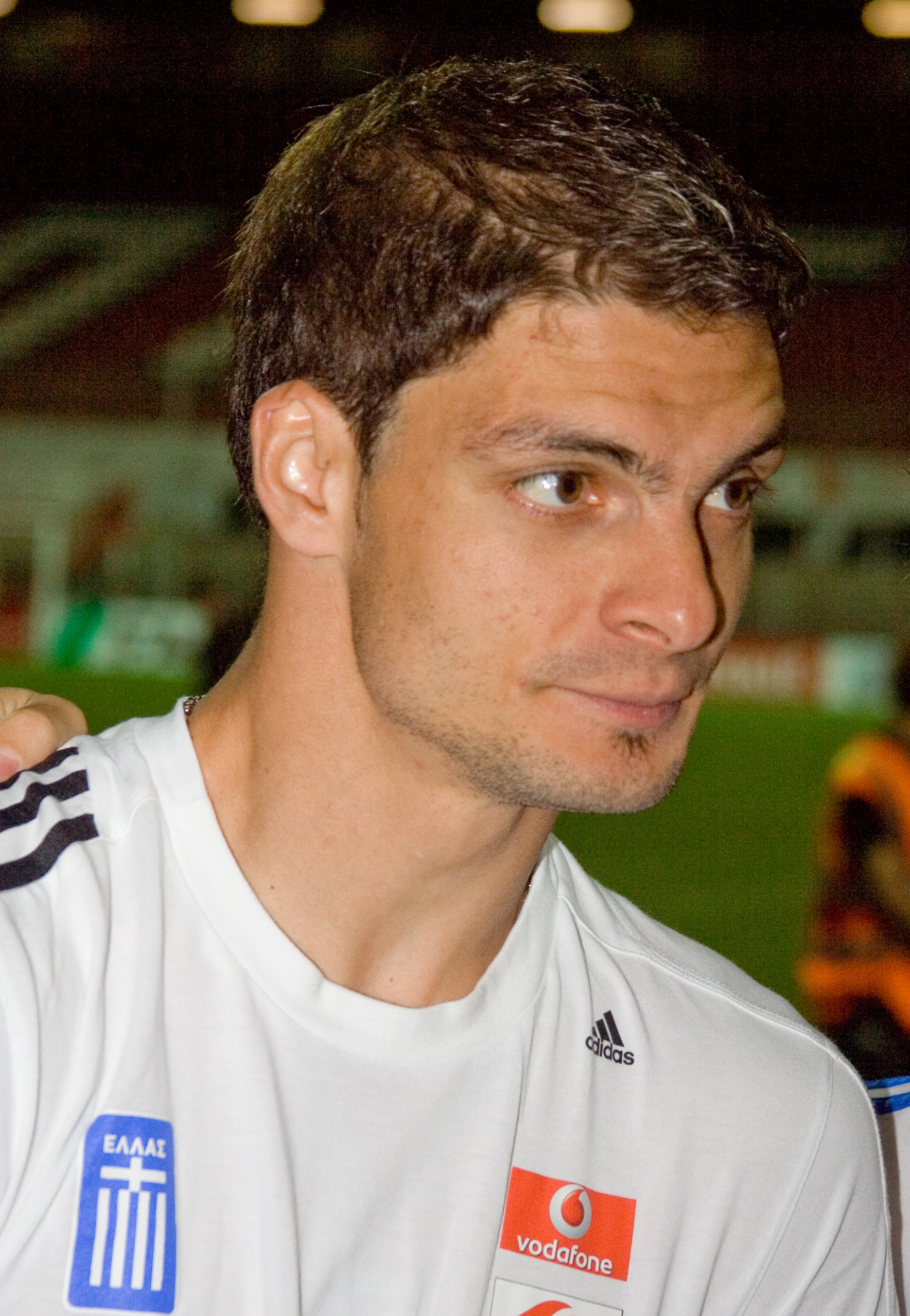
UEFA 유로 2004 결승전에서 결승골을 득점한 앙겔로스 하리스테아스는 25골로 그리스 역사상 두번째로 국가대표팀 경기에서 많은 골을 넣은 선수이다.

2022년 6월 2일 기준
| #  | 이름                    | 경력      | 골 | 출장 | 포지션 | 평균  |
| -- | ----------------------- | --------- | -- | ---- | ------ | ----- |
| 1  | 니코스 아나스토풀로스   | 1977–1988 | 29 | 74   | FW     | 0.392 |
| 2  | 앙겔로스 하리스테아스   | 2001–2011 | 25 | 88   | FW     | 0.284 |
| 3  | 테오파니스 게카스       | 2005–2014 | 24 | 78   | FW     | 0.308 |
| 4  | 디미트리스 사라바코스   | 1982–1994 | 22 | 78   | FW     | 0.282 |
| 5  | 미미스 파파이오안누     | 1963–1980 | 21 | 61   | MF     | 0.328 |
| 6  | 니코스 마흘라스         | 1993–2002 | 18 | 61   | FW     | 0.295 |
| 7  | 데미스 니콜라이디스     | 1995–2004 | 17 | 54   | FW     | 0.315 |
| 7  | 콘스탄티노스 미트로글루 | 2009–2019 | 17 | 65   | FW     | 0.262 |
| 9  | 파나요티스 찰루히디스   | 1987–1995 | 16 | 76   | MF     | 0.211 |
| 10 | 요르고스 시데리스       | 1958–1970 | 14 | 28   | FW     | 0.500 |

### 감독
다음은 1929년 4월 첫 국제 경기를 가진 이후부터의 모든 그리스 축구 국가대표팀의 역대 감독 목록이다.

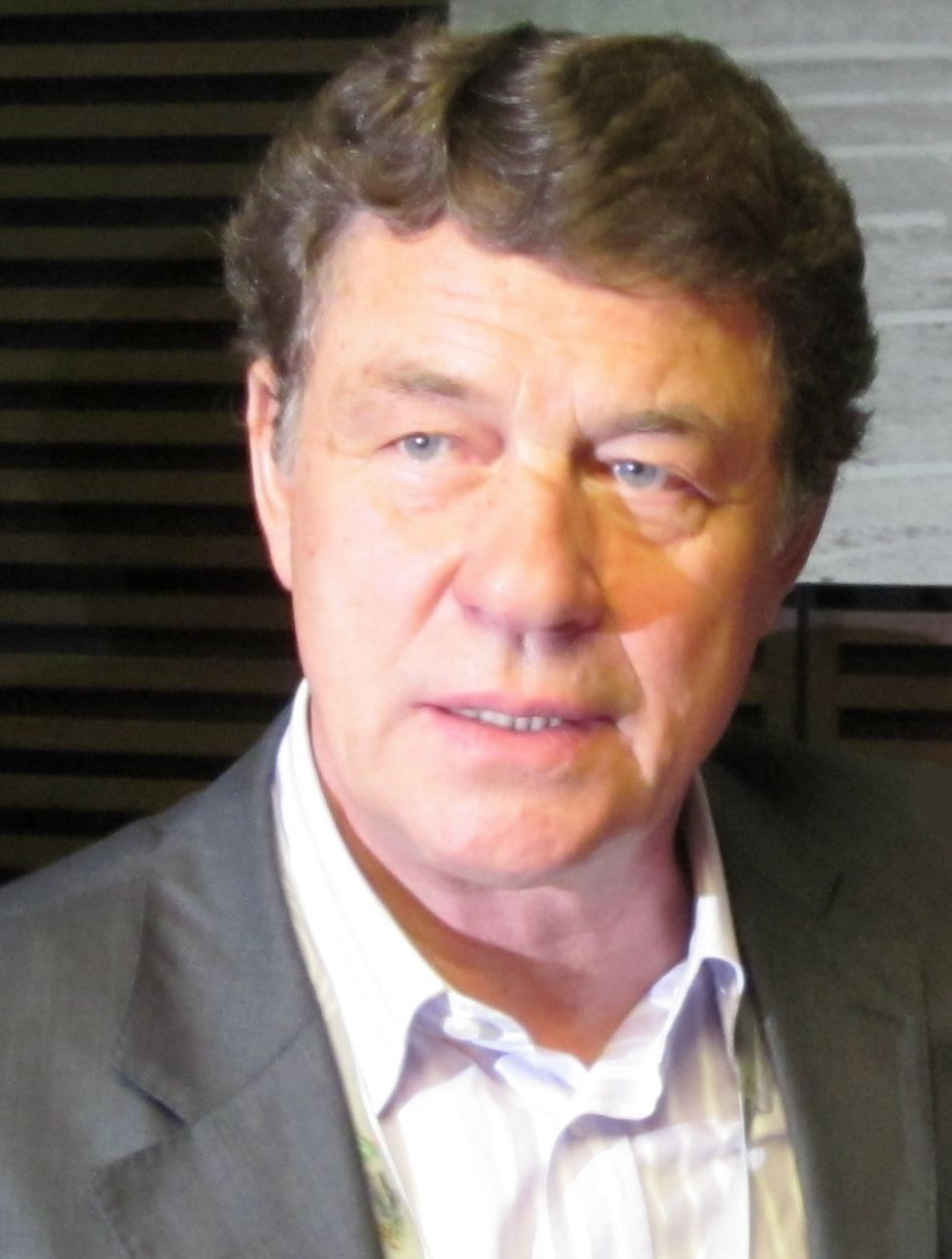
전설적인 오토 레하겔 감독은 UEFA 유로 2004에서 그리스를 유럽 정상으로 이끌었다.

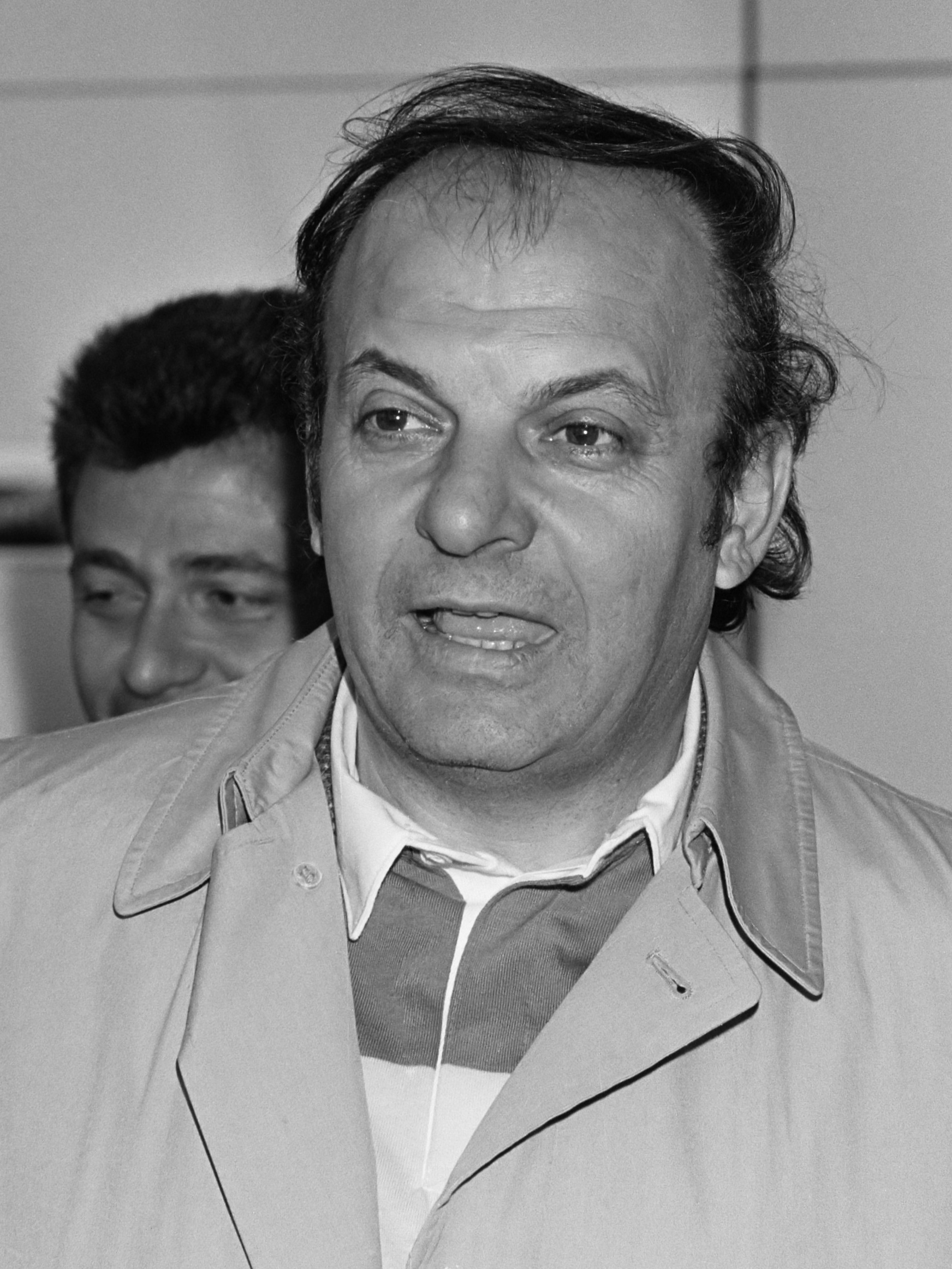
알케타스 파나굴리아스 감독은 그리스를 처음으로 UEFA 유럽 축구 선수권 대회 (UEFA 유로 1980) 와 FIFA 월드컵 (1994년 FIFA 월드컵) 본선에 올려놓았다.

2018년 10월 15일 기준
| 이름                                                                    | 그리스 국가대표팀 경력             | 전  | 승  | 무  | 패  | 득  | 실  | 승률  |
| ----------------------------------------------------------------------- | ---------------------------------- | --- | --- | --- | --- | --- | --- | ----- |
| 아포스톨로스 니콜라이디스                                               | 1929 1934–1935                     | 5   | 1   | 1   | 3   | 6   | 13  | 20%   |
| 얀 코프시바                                                             | 1929–1930                          | 3   | 1   | 1   | 1   | 4   | 10  | 33.3% |
| 요제프 스베이크                                                         | 1930                               | 1   | 0   | 0   | 1   | 0   | 3   | 0%    |
| 그리스 축구 협회                                                        | 1930–1931                          | 5   | 1   | 0   | 4   | 12  | 15  | 20%   |
| 루카스 파누르야스                                                       | 1932                               | 4   | 0   | 0   | 4   | 2   | 14  | 0%    |
| 코스타스 네그레폰티스                                                   | 1933–1934 1938 1948–1950 1953      | 16  | 5   | 1   | 10  | 23  | 25  | 31.3% |
| 코스타스 콘스탄타라스                                                   | 1935                               | 4   | 0   | 1   | 3   | 6   | 16  | 0%    |
| 요제프 퀸츨러                                                           | 1936                               | 2   | 0   | 0   | 2   | 6   | 10  | 0%    |
| 앨런 버킷                                                               | 1938                               | 1   | 0   | 0   | 1   | 1   | 11  | 0%    |
| 안토니스 미야키스                                                       | 1951 1952–1953 1954–1955 1958 1961 | 12  | 3   | 4   | 5   | 13  | 16  | 17%   |
| 니코스 카트란초스                                                       | 1951                               | 1   | 1   | 0   | 0   | 1   | 0   | 100%  |
| 이오아니스 헬미스                                                       | 1951 1954 1955                     | 8   | 3   | 1   | 4   | 9   | 10  | 37.5% |
| 코스타스 안드리초스                                                     | 1956                               | 1   | 0   | 0   | 1   | 1   | 7   | 0%    |
| 리노 마르티니                                                           | 1957–1958                          | 7   | 2   | 1   | 4   | 8   | 17  | 28.6% |
| 폴 바롱                                                                 | 1959–1960                          | 5   | 1   | 0   | 4   | 4   | 15  | 20%   |
| 트리폰 차네티스                                                         | 1960–1961 1962–1964                | 11  | 5   | 1   | 5   | 19  | 25  | 45.5% |
| 라키스 페트로풀로스                                                     | 1964–1965 1967 1969–1971 1976–1977 | 35  | 6   | 9   | 20  | 34  | 62  | 17.1% |
| 파노스 마르코비치                                                       | 1966–1967                          | 2   | 2   | 0   | 0   | 6   | 1   | 100%  |
| 코스타스 카라파티스                                                     | 1968                               | 1   | 0   | 0   | 1   | 0   | 1   | 0%    |
| 단 게오르야디스                                                         | 1968–1969                          | 8   | 3   | 4   | 1   | 19  | 13  | 37.5% |
| 빌리 빙엄                                                               | 1971–1973                          | 12  | 2   | 3   | 7   | 11  | 23  | 16.7% |
| 알케타스 파나굴리아스                                                   | 1973–1976 1977–1981 1992–1994      | 74  | 23  | 20  | 31  | 89  | 121 | 31.1% |
| 흐리스토스 아르혼티디스                                                 | 1982–1984                          | 21  | 5   | 3   | 13  | 17  | 33  | 23.8% |
| 밀토스 파파포스톨루                                                     | 1984–1988                          | 46  | 14  | 15  | 17  | 46  | 61  | 30.4% |
| 알레코스 소피아니디스                                                   | 1988–1989                          | 7   | 3   | 1   | 3   | 13  | 10  | 42.9% |
| 안토니스 게오르야디스                                                   | 1989–1991 1992                     | 30  | 11  | 9   | 10  | 34  | 38  | 36.7% |
| 스테파노스 페트리치스                                                   | 1992                               | 1   | 0   | 0   | 1   | 0   | 1   | 0%    |
| 코스타스 폴리흐로니우                                                   | 1994–1998                          | 34  | 17  | 6   | 11  | 56  | 32  | 50%   |
| 안겔 이오르더네스쿠                                                     | 1998–1999                          | 7   | 4   | 2   | 1   | 11  | 7   | 57.1% |
| 바실리스 다니일                                                         | 1999–2001                          | 30  | 14  | 8   | 8   | 46  | 34  | 46.7% |
| 니코스 흐리스티디스                                                     | 2001                               | 1   | 0   | 1   | 0   | 0   | 0   | 0%    |
| 오토 레하겔                                                             | 2001–2010                          | 106 | 53  | 23  | 30  | 138 | 111 | 50%   |
| 페르난두 산투스                                                         | 2010–2014                          | 49  | 26  | 17  | 6   | 56  | 36  | 53.1% |
| 클라우디오 라니에리                                                     | 2014                               | 4   | 0   | 1   | 3   | 1   | 5   | 0%    |
| 코스타스 차나스                                                         | 2014–2015                          | 5   | 1   | 1   | 3   | 5   | 9   | 20%   |
| 세르히오 마르카리안                                                     | 2015                               | 3   | 0   | 2   | 1   | 1   | 2   | 0%    |
| 미하엘 스키베                                                           | 2015-2018                          | 28  | 11  | 5   | 12  | 30  | 31  | 39.3% |
| 합계                                                                    | 1929–현재                          | 591 | 220 | 141 | 230 | 728 | 836 | 37.2% |
| 산투스는 그리스 국가대표팀 사령탑으로써 17경기 무패 행진 기록을 세웠다. |                                    |     |     |     |     |     |     |       |

## 같이 보기
- 그리스 U-23 축구 국가대표팀
- 그리스 U-21 축구 국가대표팀
- 그리스 U-20 축구 국가대표팀
- 그리스 U-19 축구 국가대표팀
- 그리스 U-17 축구 국가대표팀